# Büdingen
Büdingen ist eine hessische Mittelstadt am östlichen Rande des Rhein-Main-Gebietes, im südöstlichen Teil des Wetteraukreises. Bis zum Jahr 1972 war sie die Kreisstadt des gleichnamigen Landkreises. Büdingen liegt in einem waldreichen Gebiet am Seemenbach, am Übergang der Wetterau zum Vogelsberg. Überregional ist die Stadt durch ihre mittelalterliche Altstadt mit Schloss bekannt, die zu den besterhaltenen Stadtanlagen Europas zählt. Büdingen ist mit rund 123 km² flächenmäßig die größte Stadt des Landkreises und eine der größten Hessens.

## Geographie

Übersichtskarte von Büdingen

### Geographische Lage
Büdingen liegt im Osten der Wetterau am Fuße des Vogelsberges auf 160 m ü. NHN Höhe. Die Stadt am Seemenbach befindet sich 15 km nordwestlich der Barbarossa-Stadt Gelnhausen, 25 km nördlich von Hanau und etwa 35 km nordöstlich von Frankfurt am Main. Östlich der Kernstadt schließt sich der Büdinger Wald an. Südlich wird Büdingen vom Büdingen-Meerholzer Hügelland begrenzt (siehe auch Naturräumliche Einheiten in Hessen). Die Stadt liegt an der Deutschen Fachwerkstraße und der Deutschen Ferienroute Alpen-Ostsee.

### Nachbargemeinden
Büdingen grenzt im Norden an die Gemeinde Kefenrod, im Osten an die Stadt Wächtersbach (Main-Kinzig-Kreis), im Süden an die Gemeinden Gründau und Ronneburg (beide Main-Kinzig-Kreis), im Südwesten an die Gemeinden Hammersbach (Main-Kinzig-Kreis) und Limeshain, im Westen an die Gemeinden Altenstadt und Glauburg, sowie im Nordwesten an die Stadt Ortenberg.

### Geologie
Büdingen liegt in einem feuchten, sumpfigen Tal. Das Schloss und die Altstadt ruhen deshalb auf jahrhundertealten Eichenbohlen, die auf Buchenpfählen aufgestelzt sind. Der Grundwasserspiegel muss konstant hoch gehalten werden, damit keine Luft an diesen Unterbau gelangt.

### Stadtgliederung
| Stadtteil Büdingen              | Stadtteil Büdingen   |
| ------------------------------- | -------------------- |
| Übersichtskarte des Stadtteils: |                      |
|                                 |                      |
| Höhe:                           | 160 m ü. NN          |
| Fläche:                         | 44,22 km²            |
| Einwohner:                      | 8854 (30. Juni 2019) |
| Bevölkerungsdichte:             | 181,13 Einwohner/km² |
| Vorwahl:                        | 06042                |
| Politik                         |                      |
| Ortsvorsteher:                  | Thomas Appel (CDU)   |

Blick auf Büdingen vom Wilden Stein

Seit 1972 gehören zur Stadt Büdingen die 16 Stadtteile Aulendiebach, Büches, Büdingen, Calbach, Diebach am Haag (siehe auch Herrnhaag), Düdelsheim, Dudenrod, Eckartshausen, Lorbach, Michelau, Orleshausen, Rinderbügen, Rohrbach, Vonhausen, Wolf und Wolferborn.
Zur gleichen Zeit erfolgte die Auflösung des Kreises Büdingen und die Eingliederung der Stadt Büdingen in den Wetteraukreis. Die Zuordnung der Stadt Büdingen zum Wetteraukreis war und ist von der Bevölkerung Büdingens ungeliebt. Die bis heute schlechte Anbindung des öffentlichen Personennahverkehrs an die Kreisstadt Friedberg verstärkt diese Einstellung zusätzlich.

## Geschichte

### Herkunft des Namens Büdingen

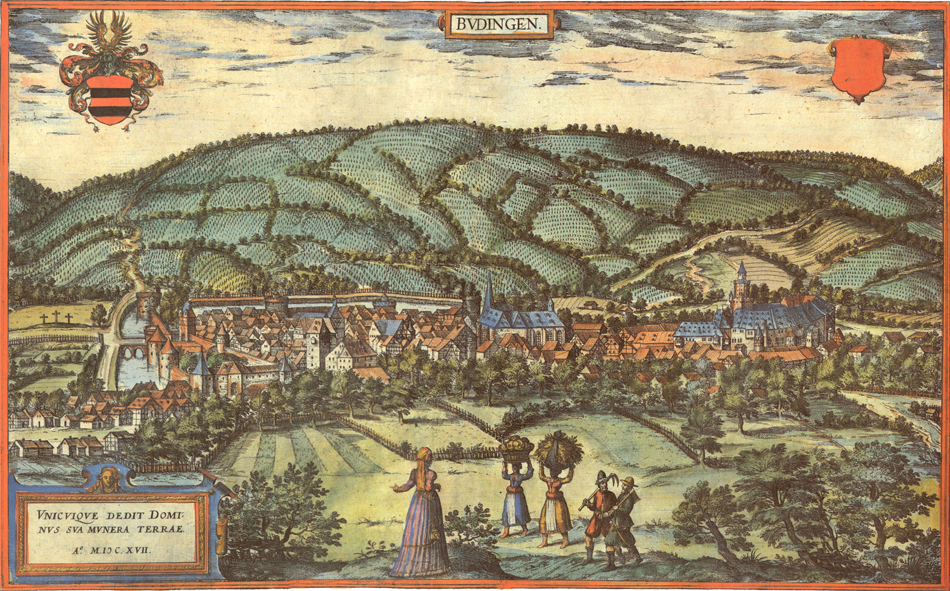
Stich Büdingens von Braun-Hogenberg

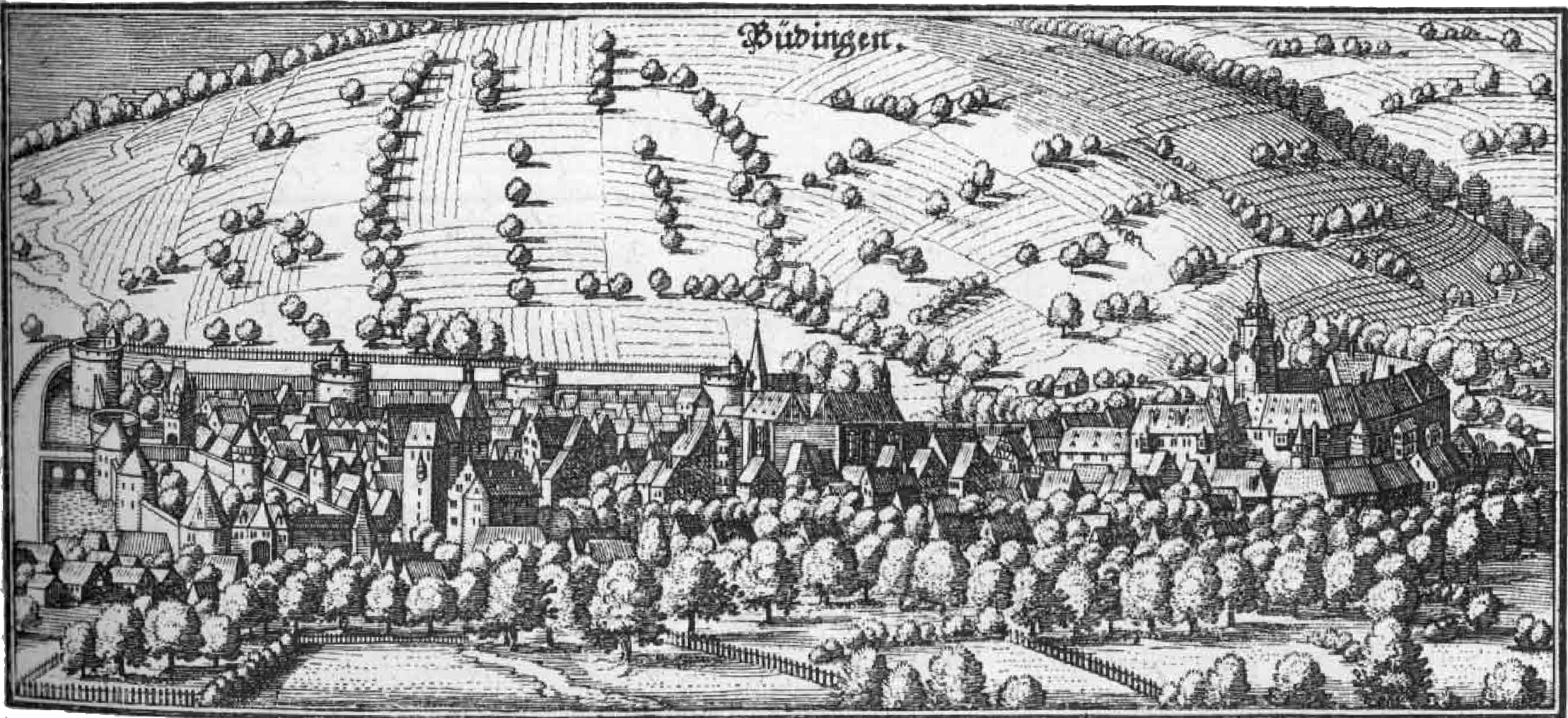
Stich Büdingens von Matthäus Merian

Die Herkunft des Namens Büdingen ist nicht endgültig geklärt. Ortsnamensforschern gelten zwei Möglichkeiten als wahrscheinlich: Einige Forscher sehen den Namen von budingun, einem Königsgericht (Thing), abgeleitet, andere leiten den Namen von Nachkommen eines Buodo, den Buodingen, ab.

### Chronologie
Bereits in früher vorchristlicher Zeit war das Gebiet um Büdingen besiedelt. Als Beleg für die keltische Besiedlung der Region zählt insbesondere der archäologisch sehr bedeutende Fund des Keltenfürsten vom Glauberg aus dem 5. Jahrhundert v. Chr. Wie Funde in Hirzenhain und Rinderbügen belegen, wurde dort Brauneisen verarbeitet. Nach den Alamannen, die zwischen 260 und 500 für Düdelsheim belegt sind, folgte eine weitere Besiedlung durch die Merowinger.
Auf etwa 700 datiert der Beginn der Errichtung der St.-Remigius-Kirche in Büdingen-Großendorf als hölzerne Eigenkirche eines unbekannten Grundherrn. Im Jahr 847 wurde „Büdingen“ in der Wormser Bischofschronik erwähnt, dabei ist nicht sicher, um welches Büdingen es sich handelt. Die St.-Remigius-Kirche wurde etwa 1050 (dendrochronologisch datiert) zur heutigen Gestalt umgebaut und aufgestockt.
Im Jahre 1131 wurden die Herren von Büdingen (Gerlacus et frater eius Ortswinus de Buedingen) erstmals urkundlich erwähnt. Die Herkunft des Adelsgeschlechts ist ungeklärt. Sicher ist, dass seine Vorfahren in der Wetterau begütert waren und dem Hochadel angehörten. Die Familie gehörte zu den Parteigängern der Staufer. Sie lebte an der Grenze der Interessensbereiche der geistlichen Fürsten aus Mainz und Fulda, die etwa in der mittleren Wetterau an das Gebiet der Landgrafen von Hessen angrenzten. Über Jahrhunderte standen die Herren von Büdingen zwischen diesen beiden Machtblöcken, die ihre Herrschaft auszudehnen versuchten.
Hartmann I. von Büdingen wurde 1170 Vogt und Burggraf der Pfalz Gelnhausen. Die „villa“ Büdingen wurde 1206 erstmals urkundlich erwähnt.
Mit Gerlach II. starb das edelfreie Geschlecht nach 1240 und vor 1247 im Mannesstamm aus. Erben waren Gerlachs Schwiegersöhne, die Herren von Hohenlohe-Brauneck, von Ysenburg-Kempenich, von Trimberg, von Breuberg und von Ysenburg. Letzteren gelang es schließlich, die anderen Ganerben aus dem Büdinger Burgsitz zu verdrängen. Im Jahr 1259 erschien das Gericht Büdingen erstmals in einer Urkunde.

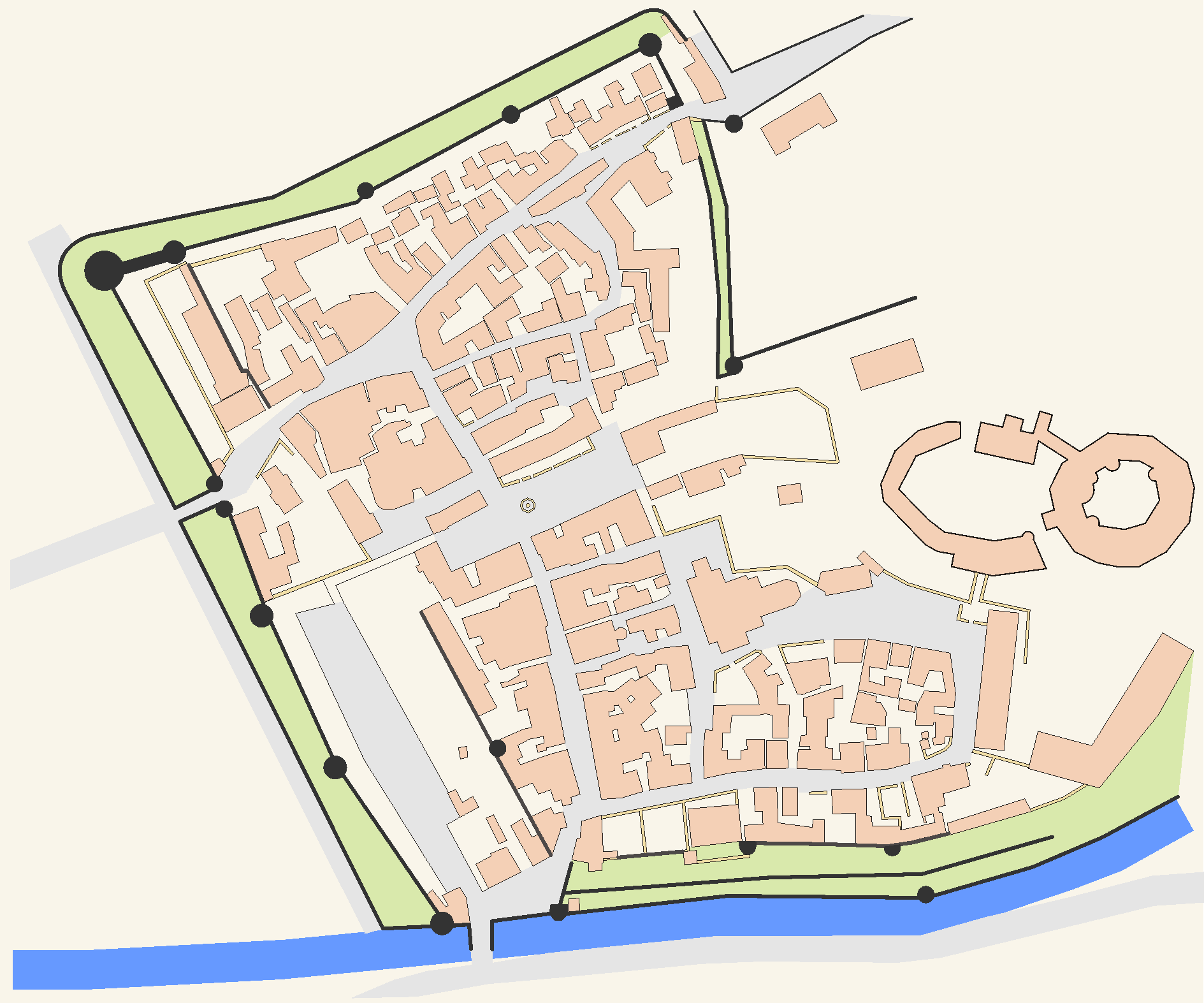
Gesamtanlage Altstadt

Am 26. Juli 1330 verlieh Kaiser Ludwig der Bayer Luther von Ysenburg, Herrn zu Büdingen, für seine Stadt das Marktrecht:

„Wir Ludwig, von Gottes Gnaden Römischer Kaiser, zu allen Zeiten Mehrer des Reiches, tun kund allen denen, die diesen Brief ansehen oder hören lesen, dass wir dem edlen Manne Luther von Isenburg, unserem lieben Getreuen, von kaiserlicher Gewalt erlaubt haben und erlauben, einen Wochenmarkt zu haben, in seiner Stadt zu Büdingen an dem Montage, und haben ihm auch von besonderen Gnaden daselbst erlaubt, einen Jahrmarkt zu haben, der sein soll jährlich vor Sankt Remigi zwei Tage vor und zwei Tage nach und wollen auch, dass dieselbe Stadt Büdingen mit dem Wochenmarkt und dem Jahrmarkt Freiung und Rechte haben in aller Weise, als sie hat unser und des Reiches Stadt Gelenhausen.“

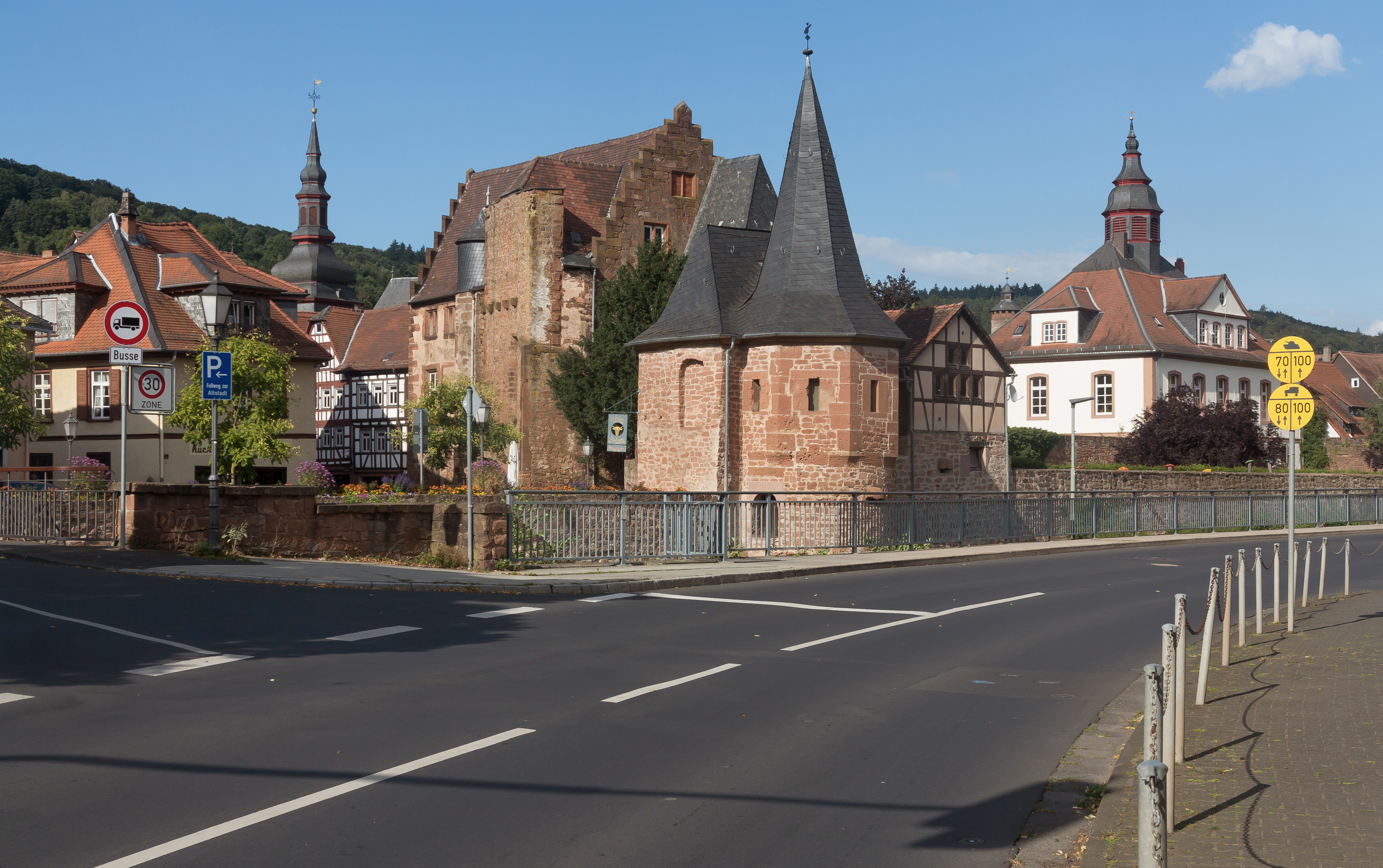
Schlaghaus

Im Jahre 1353 begnadete Heinrich II., Herr zu Büdingen, seine Stadt mit dem großen „Freiheitsbrief“. Nun eigenverantwortlich für den Schutz ihrer Stadt, wurden die Schützen organisiert. Die Büdinger Schützengesellschaft bezieht sich auf dieses Gründungsdatum.
Im Jahre 1442 wurden die Herren von Büdingen zu Grafen erhoben. Im Jahre 1578 begnadete Kaiser Rudolf II. die Grafen zu Büdingen mit dem „Jubilatemarkt“.

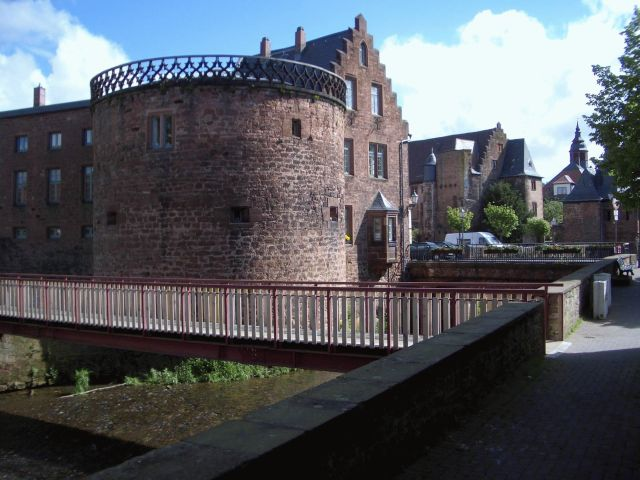
Mühltorbrücke

Zwischen 1480 und 1510 ließ Graf Ludwig II. einen mächtigen Mauergürtel vor die älteren Stadtmauern legen und bestückte diesen mit 22 Türmen und Halbschalen. Diese Mauern sind noch heute vollständig erhalten und waren eine der bedeutendsten spätmittelalterlichen Festungsanlagen Deutschlands.
Nach dem Wormser Reichstag von 1521 kam Martin Luther auf seinem Weg in sein Eisenacher Exil durch das Büdinger Land und fand im Hause Ysenburg Bewirtung; zumindest wird dies vermutet, da die Herrschaft von Büdingen – und gemäß dem Grundsatz „cuius regio, eius religio“ auch ihre Bürger – schon im gleichen Jahr zum evangelischen Glauben konvertierten. Mit Fortschreiten der Reformationsbewegung in Deutschland wurde die Stadt später calvinistisch.

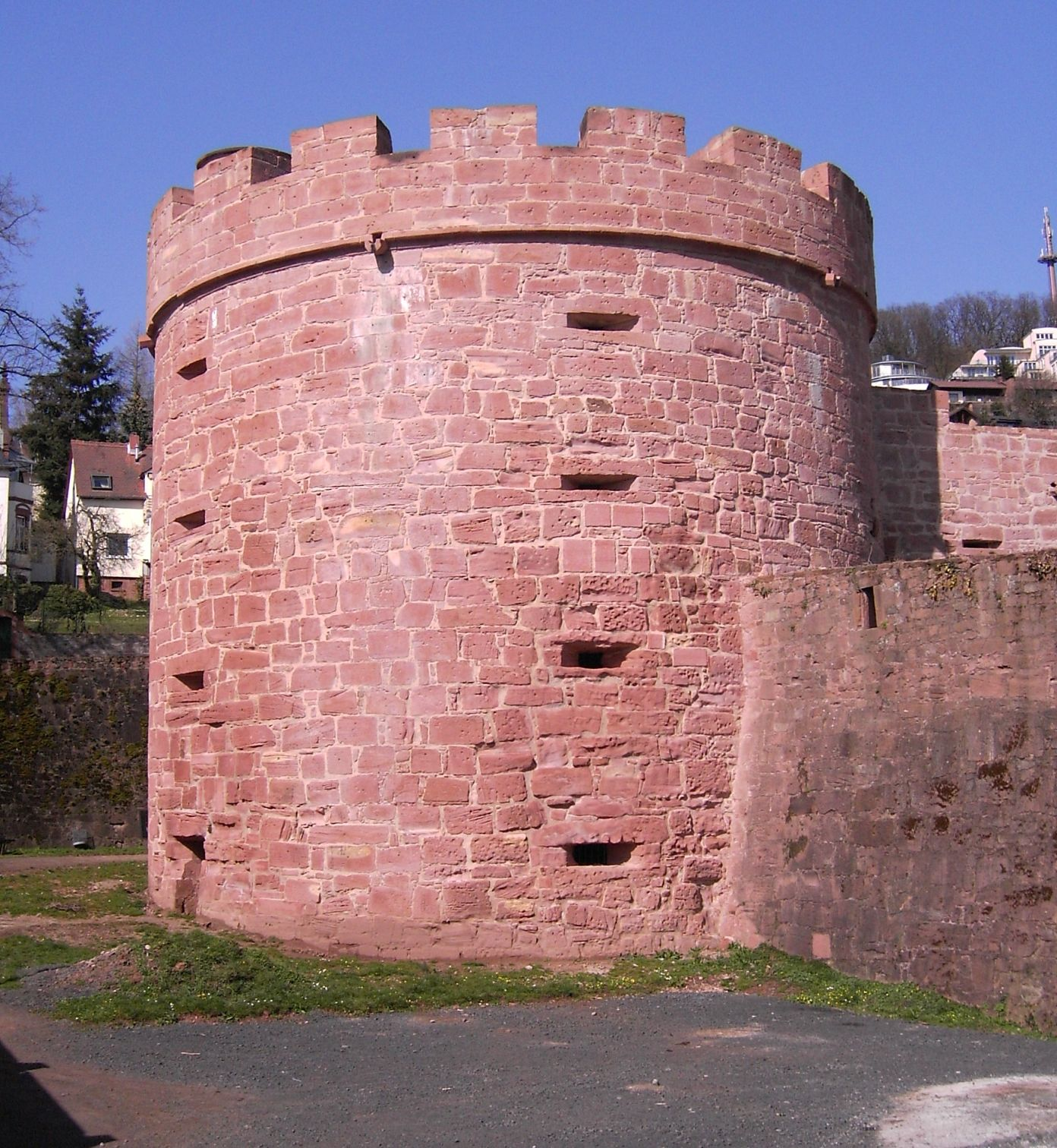
Das große Bollwerk

1576 raffte die Pest viele Bewohner dahin. 1632 wütete sie erneut in Büdingen. 1590 brannten bei einem Großbrand 48 Wohngebäude nebst Scheunen und Stallungen nieder.
Im Dreißigjährigen Krieg 1634 nahmen kaiserliche Truppen (Kroaten) Büdingen ein, vertrieben die Schweden und hausten übel in der Stadt. Verschiedene Bürger kamen ums Leben und viele Häuser brannten nieder.
1601 begründete Graf Wolfgang Ernst die Lateinschule, das heutige Wolfgang-Ernst-Gymnasium. Mit einem Toleranzedikt lud 1712 Graf Ernst Casimir I. zum Bau in Büdingen ein. In der Folge entstand bis 1724 vor dem Untertor (Jerusalemer Tor) die Vorstadt, in der sich Glaubensflüchtlinge wie Hugenotten, Waldenser und Inspirierte aus anderen Gegenden ansiedelten.

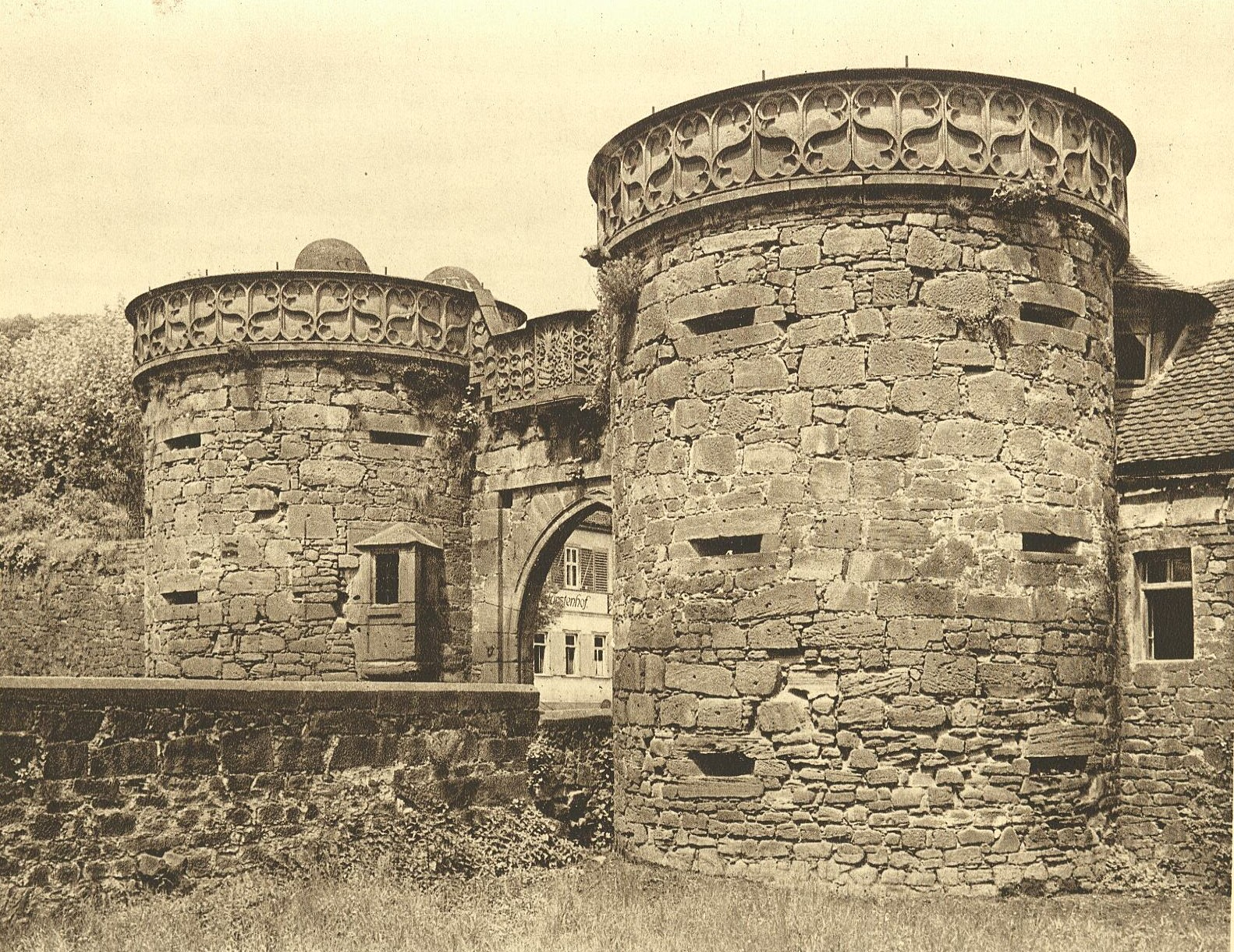
Kurt Hielscher: Jerusalemer Tor in Büdingen, 1924

Im Jahre 1806 wurde die Grafschaft Ysenburg-Büdingen-Büdingen sowie die beiden anderen ysenburgischen Grafschaften Ysenburg-Büdingen-Meerholz sowie Ysenburg-Büdingen-Wächtersbach mediatisiert und dem Fürstentum Isenburg-Birstein einverleibt, da Isenburg-Birstein im selben Jahr dem napoleonischen Rheinbund beigetreten war. Nach der faktischen Auflösung des Rheinbunds war das Fürstentum zunächst besetztes Feindesland (Generalgouvernement Frankfurt), wurde dann selbst mediatisiert und kam 1815 zunächst zu Österreich. Mit dem Wiener Kongress 1816 wurde das Fürstentum Isenburg zwischen dem Großherzogtum Hessen-Darmstadt und dem Kurfürstentum Hessen-Kassel geteilt, die Stadt Büdingen kam an Hessen-Darmstadt. Graf Ernst Casimir III. wurde 1840 durch Dekret des Großherzogs in den erblichen Fürstenstand erhoben.
1822 wurden Verwaltung und Justiz im Großherzogtum Hessen (-Darmstadt) getrennt. Büdingen wurde Sitz des Landgerichtsbezirks Büdingen, aus dem 1852 der Landkreis Büdingen hervorging. Hessen-Darmstadt war 1828 mit Preußen eine Zollunion eingegangen, die jedoch den Handel mit dem an Büdingen grenzenden Kurhessen (-Kassel) erschwerte. Die Landbevölkerung der Büdinger Provinz verarmte zunehmend und war durch Teuerungen, Verbrauchssteuern, Arbeitsmangel, niedrige Löhne, hohe Abgaben, Willkür der Polizei und der Verwaltungen verärgert. Um aufkeimenden Unruhen vorzubeugen, verlegte die hessen-darmstädtische Regierung zum Schutze ihrer Interessen ein Militärkommando nach Büdingen, das bald eine Stärke von 60 Mann erreichte. 1830 gab es in Büdingen Zollunruhen: In der Nacht zum 30. September versammelten sich 2000 bewaffnete Bauern vor der Stadt und verlangten Zugang. Zunächst weigerte sich die Stadtregierung, aber als die Zahl der „Aufrührer“ weiter anwuchs, öffnete man ihnen die Tore. Sie verwüsteten das Zollbüro und verbrannten die Akten, bevor sie gegen Abend wieder abzogen. Tage später stellten Butzbacher Dragoner den „Haufen“ und vertrieben die aufrührerischen Bauern.
Im Jahr 1839 wurde die Handwerkerschule (später Gewerbeschule) gegründet. Zwischen 1867 und 1868 entstand das Mathildenhospital. 1879 wurde die „Vorschuß- und Kreditkasse“ (heute Volksbank) gegründet.
Seit 1732 bestand eine Poststation, die durch die Deutsche Bundespost mit einer eigenen Briefmarke 1991 in der Serie Historische Posthäuser in Deutschland gewürdigt wurde. Ab 1739 bestand eine Postverbindung zwischen Büdingen und Frankfurt am Main mit wöchentlich einer Postkutsche und zweimal einem reitenden Boten. In den Jahren 1869/1870 wurde die Eisenbahnlinie Büdingen–Gelnhausen gebaut. 1879 entstand das neue Gymnasium mit Turnhalle und Direktorwohnung. Zwischen 1888 und 1895 baute die Stadt eine Wasserleitung und begann mit einer Teilkanalisierung. 1910 wurde das städtische Gaswerk errichtet. 1913 erhielt Büdingen elektrisches Licht.
1911 wurde in der Brunostraße die neue Volksschule erbaut. Die Gründung der Landwirtschaftlichen Bezugs- und Absatzgenossenschaft erfolgte 1920. 1965 wurde das Bürgerhaus mit Stadtbücherei eingeweiht.

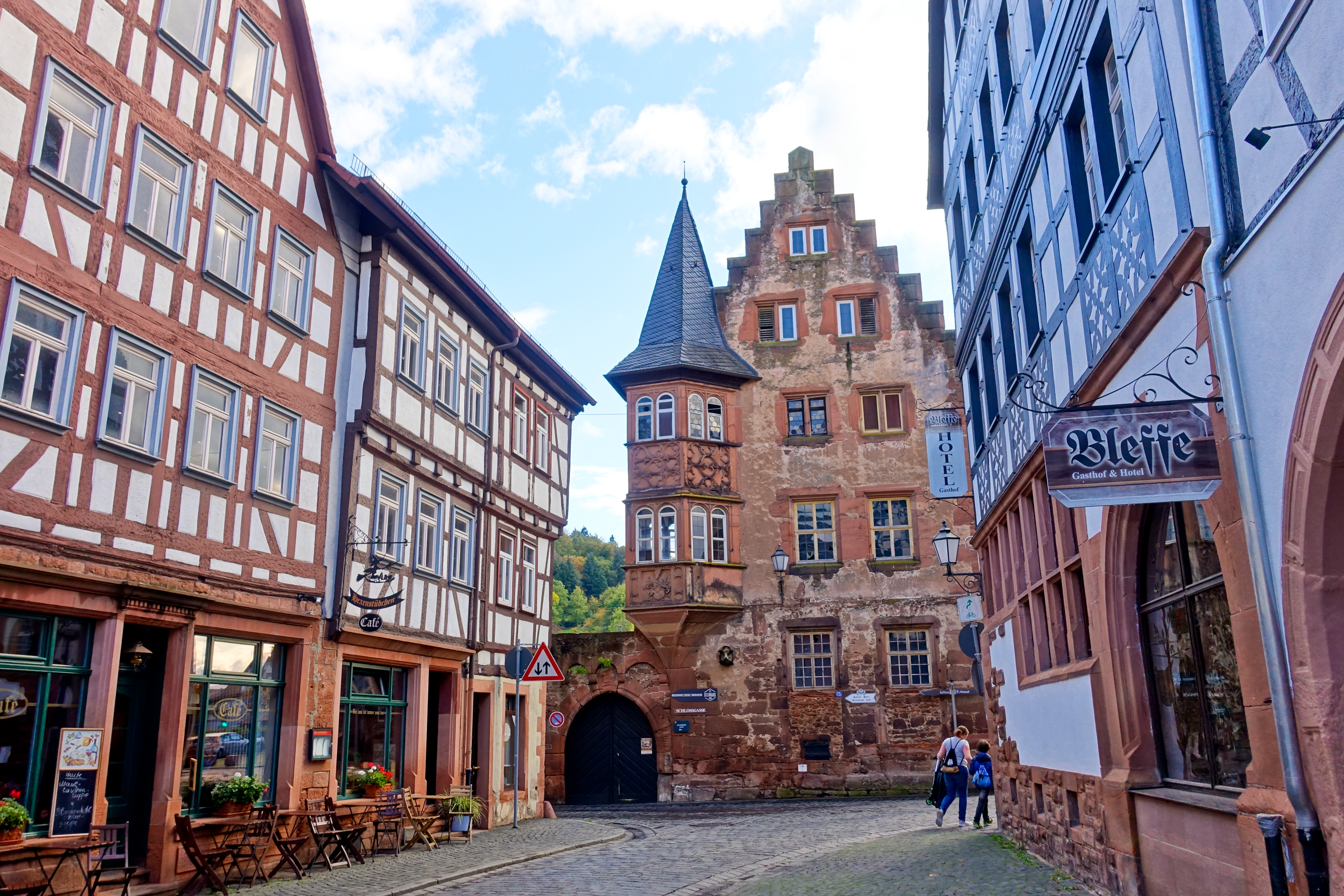
Blick auf das „Steinerne Haus“ in der Altstadt

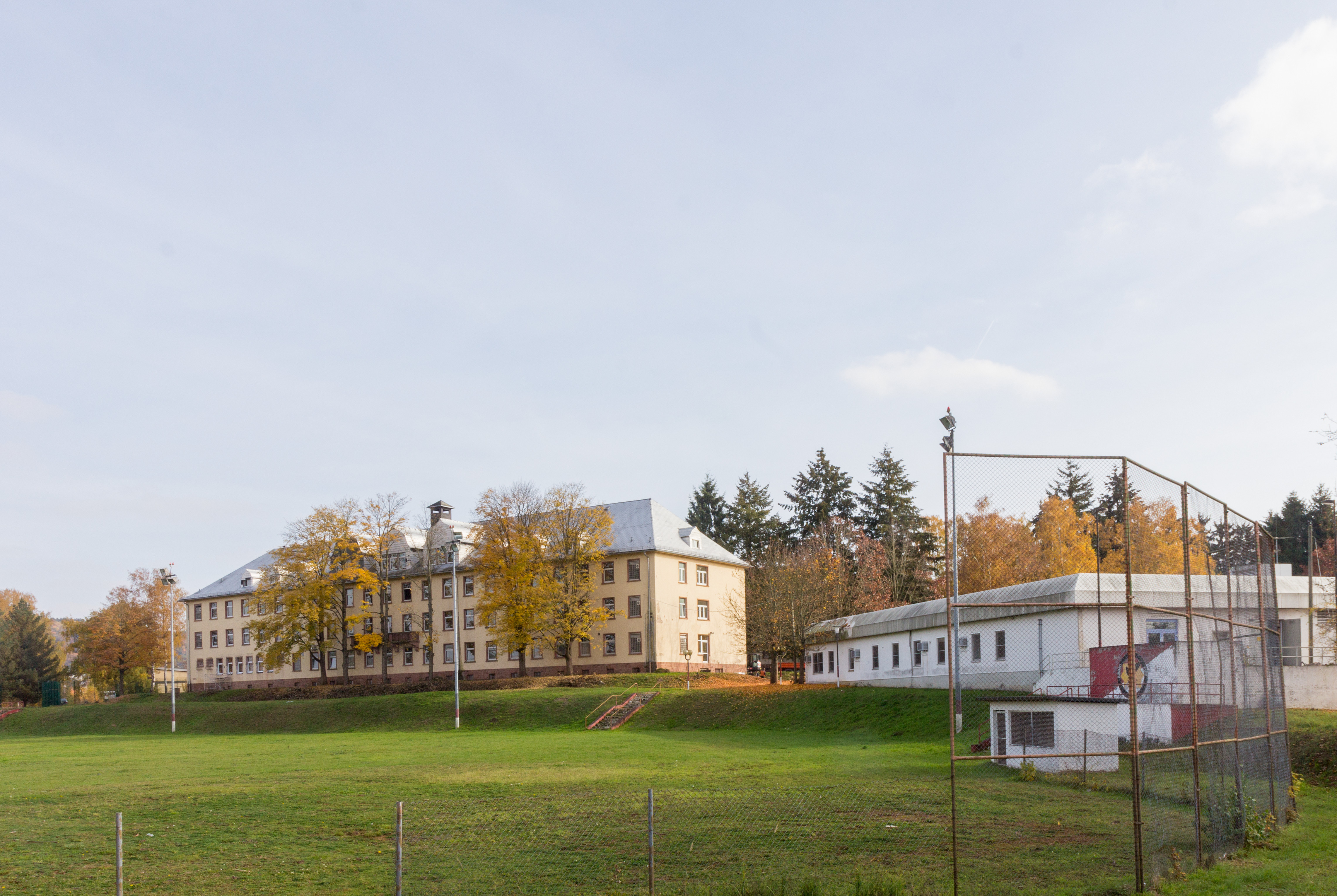
Armstrong-Kaserne 2015

Ab 1936 wurde Büdingen Garnisonsstadt: Die Krüger-Kaserne wurde errichtet. Dort waren das Maschinengewehr-Bataillon 3, die Panzer-Abwehr-Abteilung 15 und während des Zweiten Weltkriegs die Panzer-Abwehr-Ersatz-Abteilung 9 untergebracht. Von 1945 bis 2007 wurde die Kaserne als Armstrong Barracks von verschiedenen amerikanischen Einheiten der United States Army wie der 3. US-Panzerdivision genutzt. Als letzte Einheit verließ Mitte 2007 das Erste Bataillon des Ersten Kavallerieregiments (1st Squadron des 1st Cavalry Regiment der 4th Brigade der 1st Armored Division (Hanau) des V. US-Korps) mit rund 620 Soldaten und mehr als 900 Familienangehörigen Büdingen. Während der Flüchtlingskrise in Europa ab 2015 wurde beschlossen, einen Teil der ehemaligen Kaserne als eine der größten hessischen Erstaufnahmeeinrichtungen zu nutzen. Bis März 2016 nahm Büdingen knapp 800 Flüchtlinge auf.

### Hexenprozesse
- Zwischen 1532 und 1699 (Höhepunkt 1633–1653) gab es viele Hexenprozesse und 485 Menschen wurden wegen angeblicher Hexerei angeklagt. Mit über 400 Hinrichtungen gehörte die kleine Grafschaft Büdingen zur Kernzone der Hexenverfolgung.[6] Am 12. Oktober 2012 beschloss das Stadtparlament von Büdingen die Rehabilitierung der Opfer der Hexenprozesse.[7]
- 1564 wurde die Faulhaberin aus Wächtersbach in Büdingen als angebliche Hexe angeklagt. Georg von Ysenburg-Büdingen erließ die Order, die Faulhaberin im peinlichen Verhör hart anzugreifen (zu foltern). Trotz „zerrissener Glieder und verderbtem Leib“ trotzte sie der Folter und unterbrach mit ihrem Schweigen die Kette der Denunziationen.
- Heftige Kritik an Hexenprozessen und Folter äußerte der ysenburgische Hofprediger Anton Praetorius, dem es 1597 gelang, eine Frau aus der Folterkammer zu befreien. 1598 setzte er seinen Kampf literarisch mit dem Buch Gründlicher Bericht von Zauberey und Zauberern fort.[8]
- Der breyden Born in Breitenborn soll ein Hexentanzplatz gewesen sein.

### Zeit des Nationalsozialismus
Weitgehend unaufgearbeitet bleibt in Büdingen bislang der Bereich staatlichen Handelns und die persönliche Beteiligung teilweise auch nach dem Krieg angesehener Bürger während der Diktatur der Nationalsozialisten. Erschwert werden solche Nachforschungen, da das Stadtarchiv deutliche Lücken zu dieser Zeit aufweist und die Akten der Kreisverwaltung in den 1960er-Jahren weitgehend vernichtet wurden. Die in Büdingen anfangs herrschende Haltung lässt sich zumindest daran ablesen, dass die Stadt und ihre damals selbstständigen Stadtteile bereits 1933 Adolf Hitler und andere NS-Machthaber zu Ehrenbürgern ernannten. Straßen in verschiedenen Stadtteilen wurden zu Ehren der NS-Funktionäre umbenannt. So hießen die heutige Berliner Straße „Adolf-Hitler-Straße“ und die Mackensenstraße „Hermann-Göring-Straße“. Als sogenannte Blutzeugen der Bewegung ehrten die Büdinger Hans (laut Meldekarte: Johann) Handwerk (* 1916; † 5. Juli 1932, erschossen bei Straßenkämpfen in Frankfurt am Main) und Josef Bleser (erschossen am 28. Februar 1933 in der Kasinostraße, Frankfurt am Main) mit Straßennamen.
Von 1933 bis 1938 kam es in Büdingen zu Übergriffen auf Juden und jüdische Einrichtungen. 1938 soll der letzte Jude Büdingen verlassen haben und ausgewandert sein. In Düdelsheim erschien in der Reichspogromnacht ein „Rollkommando“ der SA aus Büdingen, dem sich Düdelsheimer Gefolgsleute anschlossen. Im Rahmen des inszenierten Pogroms drang der Mob aus Büdinger und Düdelsheimer NS-Leuten (insbesondere SA) in die Synagoge ein, zerschlug die Scheiben und setzte die Vorhänge in Brand. Das Inventar, bestehend aus Tischen, Bänken, Pulten und anderem, wurde verwüstet, auf Karren geladen, zur Marktwiese geschafft und dort unter dem Jubel einer großen Menschenmenge verbrannt. Wohnungen der noch in Düdelsheim lebenden jüdischen Bürger wurden aufgebrochen, verwüstet und teilweise geplündert. Eine 55-Jährige wurde von der Toilette gezerrt, mit Jauche bespritzt und gemeinsam mit ihrem 52-jährigen Bruder verprügelt und unter Fußtritten zum Rathaus getrieben. Dort wurde ihnen ein Sack über den Kopf gestülpt, und sie mussten mit einem Besen in der Hand „tanzen“. Ein 51-Jähriger wurde von zwei Personen durch Düdelsheim geführt, während ihn ein Weiterer auf dem Genick sitzend „ritt“. Die Juden wurden dann im Rathaussaal zusammengetrieben, beschimpft und verhöhnt. Einigen wurden Stricke um den Hals gelegt und Mehlsäcke über den Kopf gestülpt, um sie dann am Fenster den Zuschauern „auszustellen“. Eine Messingplatte am historischen Rathaus erinnert an das Schicksal der Büdinger Juden:
Den Toten zum Gedenken, den Lebenden zur Mahnung – Zur Erinnerung und zum Gedenken an unsere durch die nationalsozialistische Diktatur ihrer Existenzgrundlage beraubten verfolgten und ermordeten Mitbürger der jüdischen Gemeinde in Büdingen – Wir trauern um das Leid aller Büdinger Juden.

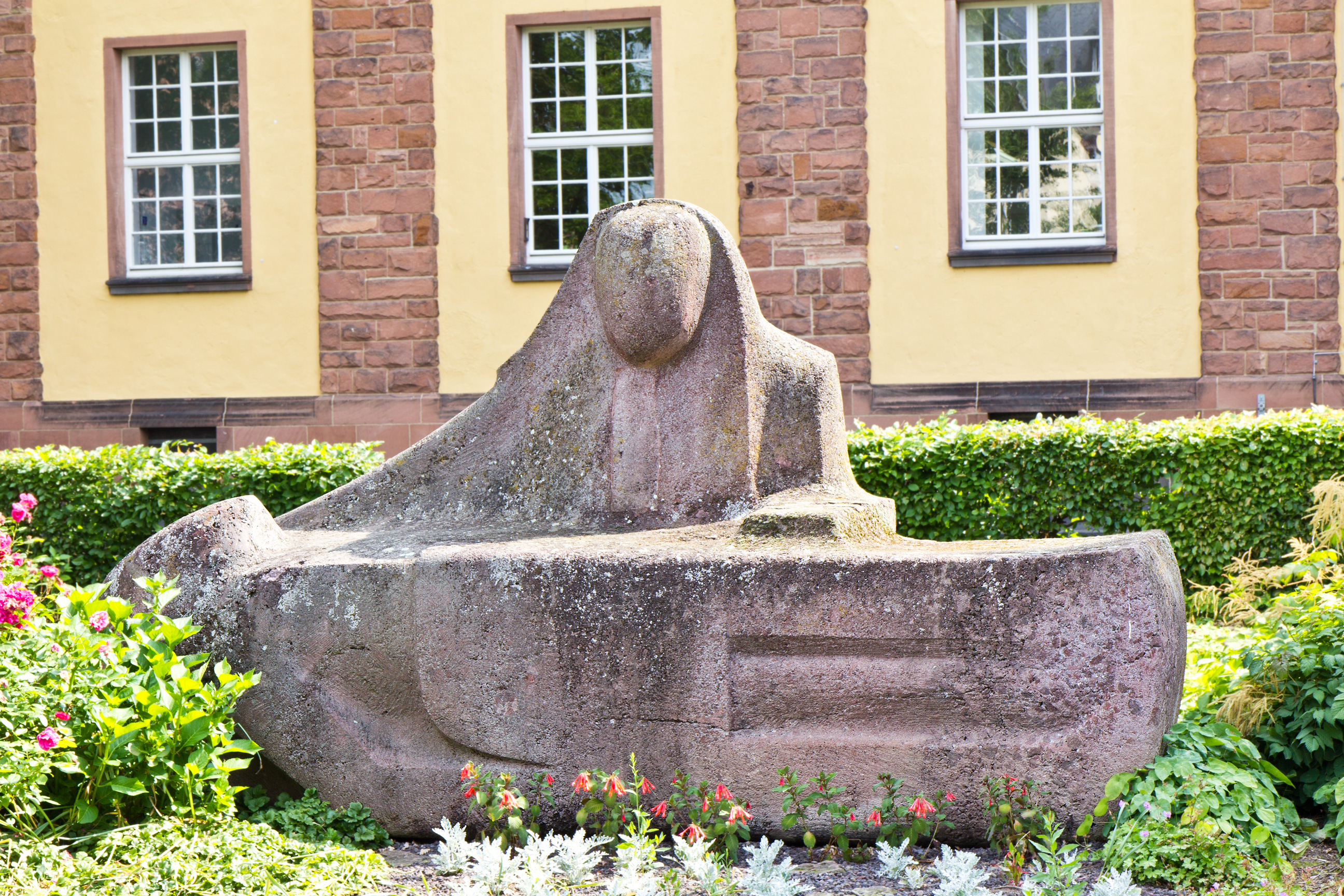
Ehren- und Mahnmal für die Opfer des Zweiten Weltkrieges

Dem Thema der NS-Zwangsarbeit in Büdingen und in den Stadtteilen widmet sich ein Text von Reiner Bajus, der unter anderem in den Büdinger Geschichtsblättern veröffentlicht wurde.
Büdingen war Standort von 19 Bunkern der Wetterau-Main-Tauber-Stellung (Little Siegfried-Line), von denen nach dem Krieg 18 durch die Amerikaner gesprengt wurden. Nur Am Hain blieb ein Bunker erhalten.
Am 15. April 1960 wurde das vom Marburger Bildhauer Dieter Paffrath gestaltete Ehren- und Mahnmal für die Opfer des Zweiten Weltkrieges enthüllt. Vor der Stadtschule im heutigen Max-Halberstadt-Park soll es an die unmenschliche Gewalt des Krieges gegen die zivile Bevölkerung, an die Opfer auf den Schlachtfeldern, an die aus ihrer Heimat Vertriebenen und an die erschreckende Zahl der in Kriegsgefangenen-, Internierungs- und Konzentrationslagern während und nach dem Kriege zu Tode gequälten Männer, Frauen und Kinder erinnern. Paffrath betonte, mit dem Denkmal werde nicht nur der gefallenen Soldaten, sondern aller Opfer des Krieges gedacht. Durch eine private Initiative wurde für die gefallenen Soldaten ein weiteres Ehrenmal auf dem Büdinger Friedhof aufgestellt, das die Namen der gefallenen Büdinger Soldaten auflistet.

### Gebietsreform in Hessen
Forciert wurde die Gebietsreform in Hessen ab 1970 vor allem durch die FDP als Juniorpartner der SPD-geführten Landesregierung. Ziel war es, die Zahl der Landkreise und der selbstständigen Gemeinden deutlich zu verringern.
Gemeindegebietsreform
Am 26. November 1971 wurden im Ergebnis freiwilliger Zusammenschlüsse Grenzänderungsverträge mit Altwiedermus, Aulendiebach, Büches, Calbach, Diebach am Haag, Dudenrod, Eckartshausen, Lorbach, Michelau, Orleshausen, Rinderbügen, Rohrbach, Vonhausen, Wolf und Wolferborn unterzeichnet. Düdelsheim hatte vorab mit 7:6 Stimmen die Verhandlungen mit Büdingen abgebrochen. Am 13. Dezember 1971 stimmte die Stadtverordnetenversammlung dem Vertrag mit Mittelgründau zu. Die Landesregierung stellte am 21. Dezember 1971 die Genehmigung der Verträge mit Altwiedermus, Michelau, Mittelgründau und Wolferborn „mit Rücksicht auf die zur Zeit laufenden planerischen Untersuchungen“ zurück. Die Landesregierung beabsichtigte, Altwiedermus in die Großgemeinde Ronneburg, Mittelgründau nach Gründau, Michelau und Wolferborn (sowie Gelnhaar) in eine Großgemeinde um Kefenrod einzugliedern. Erst durch Gesetz vom 11. Juli 1972 mit Wirkung zum 1. August 1972 wurden Wolferborn und Düdelsheim (gegen den Beschluss der Gemeindevertretung) in Büdingen eingegliedert. Eine Klage mit dem Ziel der Eingliederung Mittelgründaus vor dem Verwaltungsgericht scheiterte später. Alle eingegliederten Gemeinden und die Kernstadt werden als Stadtteile geführt und bilden jeweils einen Ortsbezirk.
Kreisgebietsreform
Die Kreisgebietsreform, die zur Zerschlagung des Landkreises Büdingen führte, war von heftigem Widerstand und scharfen Protesten der lokalen Akteure gekennzeichnet. Entscheidend für die heutige Aufteilung wurde ein Entwurf der Landtagsfraktion der FDP vom 28. August 1971. Die Stadt Büdingen lehnte mit deutlicher Mehrheit den Anschluss Büdingens an den Landkreis Friedberg ab und votierte für einen Zusammenschluss mit dem Landkreis Hanau. Der Eingliederungsvertrag wurde am 19. April 1972 in Büdingen unterzeichnet. Durch das Neugliederungsgesetz vom 11. Juli 1972 setzte sich der Hessische Landtag über die gefassten Beschlüsse hinweg und mit Wirkung vom 1. August 1972 wurde Büdingen in den neu gebildeten Wetteraukreis eingegliedert.

### Verwaltungsgeschichte im Überblick
Die folgende Liste zeigt die Staaten und Verwaltungseinheiten, denen Büdingen angehört(e):
- vor 1806: Heiliges Römisches Reich, Grafschaft Isenburg-Büdingen, Amt Büdingen
- ab 1806: Fürstentum Isenburg (Rheinbund),[Anm. 2] Amt Büdingen
- ab 1813: Generalgouvernement Frankfurt,[Anm. 3] Amt Büdingen
- ab 1815: Kaisertum Österreich,[Anm. 4] Amt Büdingen
- ab 1816: Großherzogtum Hessen (Souveränitätslande),[Anm. 5] Provinz Oberhessen, Amt Büdingen[20] (zur Standesherrschaft Isenburg gehörig)
- ab 1822: Großherzogtum Hessen, Provinz Oberhessen, Landratsbezirk Büdingen[21][Anm. 6]
- ab 1848: Großherzogtum Hessen, Regierungsbezirk Nidda
- ab 1852: Großherzogtum Hessen, Provinz Oberhessen, Kreis Büdingen
- ab 1867: Norddeutscher Bund,[Anm. 7]  Großherzogtum Hessen, Provinz Oberhessen, Kreis Büdingen
- ab 1871: Deutsches Reich, Großherzogtum Hessen, Provinz Oberhessen, Kreis Büdingen
- ab 1918: Deutsches Reich,[Anm. 8] Volksstaat Hessen, Provinz Oberhessen, Kreis Büdingen
- ab 1938: Deutsches Reich, Volksstaat Hessen, Landkreis Büdingen[22][Anm. 9]
- ab 1945: Amerikanische Besatzungszone, Groß-Hessen,[Anm. 10] Regierungsbezirk Darmstadt, Landkreis Büdingen
- ab 1946: Amerikanische Besatzungszone, Land Hessen, Regierungsbezirk Darmstadt, Landkreis Büdingen
- ab 1949: Bundesrepublik Deutschland, Land Hessen, Regierungsbezirk Darmstadt, Landkreis Büdingen
- ab 1972: Bundesrepublik Deutschland, Land Hessen, Regierungsbezirk Darmstadt, Wetteraukreis

## Bevölkerung

### Einwohnerstruktur 2011
Nach den Erhebungen des Zensus 2011 lebten am Stichtag dem 9. Mai 2011 in Büdingen 20.871 Einwohner.
Nach dem Lebensalter waren 3826 Einwohner unter 18 Jahren, 8903 zwischen 18 und 49, 4381 zwischen 50 und 64 und 3763Einwohner waren älter.
Unter den Einwohnern waren 1475 (7,1 %) Ausländer, von denen 413 aus dem EU-Ausland, 614 aus anderen europäischen Ländern und 451 aus anderen Staaten kamen. Von den deutschen Einwohnern hatten 16,3 % einen Migrationshintergrund.
Bis zum Jahr 2020 erhöhte sich die Ausländerquote auf 17,2 %.
Die Einwohner lebten in 8775 Haushalten. Davon waren 2723 Singlehaushalte, 2458 Paare ohne Kinder und 2676 Paare mit Kindern, sowie 719 Alleinerziehende und 202 Wohngemeinschaften. In 1689 Haushalten lebten ausschließlich Senioren und in 6119 Haushaltungen lebten keine Senioren.

### Einwohnerentwicklung
| Büdingen: Einwohnerzahlen von 1834 bis 2020 | Büdingen: Einwohnerzahlen von 1834 bis 2020 | Büdingen: Einwohnerzahlen von 1834 bis 2020 | Büdingen: Einwohnerzahlen von 1834 bis 2020 | Büdingen: Einwohnerzahlen von 1834 bis 2020 |
| --- | ------------------------------------------- | ------------------------------------------- | ------------------------------------------- | ------------------------------------------- |
| Jahr |                                             |                                             |                                             | Einwohner                                   |
| 1834 | 1834                                        |                                             | 2.676                                       | 2.676                                       |
| 1840 | 1840                                        |                                             | 2.924                                       | 2.924                                       |
| 1846 | 1846                                        |                                             | 3.057                                       | 3.057                                       |
| 1852 | 1852                                        |                                             | 2.921                                       | 2.921                                       |
| 1858 | 1858                                        |                                             | 2.586                                       | 2.586                                       |
| 1864 | 1864                                        |                                             | 2.426                                       | 2.426                                       |
| 1871 | 1871                                        |                                             | 2.512                                       | 2.512                                       |
| 1875 | 1875                                        |                                             | 2.557                                       | 2.557                                       |
| 1885 | 1885                                        |                                             | 2.711                                       | 2.711                                       |
| 1895 | 1895                                        |                                             | 2.989                                       | 2.989                                       |
| 1905 | 1905                                        |                                             | 3.506                                       | 3.506                                       |
| 1910 | 1910                                        |                                             | 3.298                                       | 3.298                                       |
| 1925 | 1925                                        |                                             | 3.500                                       | 3.500                                       |
| 1939 | 1939                                        |                                             | 4.508                                       | 4.508                                       |
| 1946 | 1946                                        |                                             | 6.005                                       | 6.005                                       |
| 1950 | 1950                                        |                                             | 6.415                                       | 6.415                                       |
| 1956 | 1956                                        |                                             | 6.554                                       | 6.554                                       |
| 1961 | 1961                                        |                                             | 6.347                                       | 6.347                                       |
| 1967 | 1967                                        |                                             | 6.798                                       | 6.798                                       |
| 1970 | 1970                                        |                                             | 6.565                                       | 6.565                                       |
| 1975 | 1975                                        |                                             | 16.845                                      | 16.845                                      |
| 1980 | 1980                                        |                                             | 17.176                                      | 17.176                                      |
| 1990 | 1990                                        |                                             | 18.346                                      | 18.346                                      |
| 1995 | 1995                                        |                                             | 20.547                                      | 20.547                                      |
| 2000 | 2000                                        |                                             | 21.156                                      | 21.156                                      |
| 2005 | 2005                                        |                                             | 21.830                                      | 21.830                                      |
| 2010 | 2010                                        |                                             | 21.475                                      | 21.475                                      |
| 2011 | 2011                                        |                                             | 20.871                                      | 20.871                                      |
| 2015 | 2015                                        |                                             | 21.785                                      | 21.785                                      |
| 2020 | 2020                                        |                                             | 22.808                                      | 22.808                                      |
| Datenquelle: Historisches Gemeindeverzeichnis für Hessen: Die Bevölkerung der Gemeinden 1834 bis 1967. Wiesbaden: Hessisches Statistisches Landesamt, 1968. Weitere Quellen: LAGIS; Zensus 2011 Nach 1970 einschließlich der im Zuge der Gebietsreform in Hessen eingegliederten Orte. Siehe auch Tabelle unten. |                                             |                                             |                                             |                                             |

| Jahr                | Einwohner |
| ------------------- | --------- |
| 06. Juni 1961 1     | 12.330    |
| 27. Mai 1970 1      | 13.233    |
| 31. Dezember 1971 1 | 13.474    |
| 31. Dezember 1972   | 16.810    |
| 31. Dezember 1973   | 16.982    |
| 31. Dezember 1974   | 16.886    |
| 31. Dezember 1975   | 16.845    |
| 31. Dezember 1976   | 16.884    |
| 31. Dezember 1977   | 16.911    |
| 31. Dezember 1978   | 16.853    |
| 31. Dezember 1979   | 17.018    |
| 31. Dezember 1980   | 17.176    |
| 31. Dezember 1981   | 17.276    |
| 31. Dezember 1982   | 17.258    |
| 31. Dezember 1983   | 17.116    |
| 31. Dezember 1984   | 17.139    |
| 31. Dezember 1985   | 17.083    |

| Jahr              | Einwohner |
| ----------------- | --------- |
| 31. Dezember 1986 | 17.094    |
| 31. Dezember 1987 | 16.899    |
| 31. Dezember 1988 | 17.013    |
| 31. Dezember 1989 | 17.552    |
| 31. Dezember 1990 | 18.346    |
| 31. Dezember 1991 | 18.885    |
| 31. Dezember 1992 | 19.465    |
| 31. Dezember 1993 | 19.874    |
| 31. Dezember 1994 | 20.183    |
| 31. Dezember 1995 | 20.547    |
| 31. Dezember 1996 | 20.784    |
| 31. Dezember 1997 | 20.888    |
| 31. Dezember 1998 | 20.889    |
| 31. Dezember 2000 | 21.156    |
| 31. Dezember 2001 | 21.468    |
| 31. Dezember 2002 | 21.804    |
| 31. Dezember 2003 | 21.842    |

| Jahr              | Einwohner |
| ----------------- | --------- |
| 31. Dezember 1999 | 21.029    |
| 31. Dezember 2004 | 21.771    |
| 31. Dezember 2005 | 21.830    |
| 31. Dezember 2006 | 21.745    |
| 31. Dezember 2007 | 21.656    |
| 31. Dezember 2008 | 21.610    |
| 31. Dezember 2009 | 21.544    |
| 31. Dezember 2010 | 21.475    |
| 31. Dezember 2011 | 20.897    |
| 31. Dezember 2013 | 21.563    |
| 31. Dezember 2015 | 21.785    |
| 31. Dezember 2016 | 21.902    |
| 31. Dezember 2017 | 22.043    |
| 31. Dezember 2018 | 21.959    |
| 31. Dezember 2019 | 22.436    |
| 31. Dezember 2020 | 22.808    |
| 31. Dezember 2021 | 22.831    |

| Jahr              | Einwohner |
| ----------------- | --------- |
| 31. Dezember 2022 | 22.622    |

### Historische Religionszugehörigkeit
| • 1961: | 4833 evangelische (= 76,15 %), 1198 katholische (= 18,88 %) Einwohner |
| • 1987: | 12.668 evangelische (= 74,9 %), 2641 katholische (= 15,6 %), 1593 sonstige (= 9,4 %) Einwohner                                                                                      |
| • 2011: | 12.130 evangelische (= 58,3 %), 2900 katholische (= 13,9 %), 220 freikirchliche (= 1,1 %), 140 orthodoxe (= 0,7 %), 580 andersgläubig (= 2,8 %), 4860 sonstige (= 23,4 %) Einwohner |

## Politik

### Stadtverordnetenversammlung
Die Kommunalwahl am 14. März 2021 lieferte folgendes Ergebnis, in Vergleich gesetzt zu früheren Kommunalwahlen:
| Sitzverteilung in der Stadtverordnetenversammlung 2021Insgesamt 37 Sitze - SPD: 6 - Grüne: 4 - FDP: 2 - PRO: 2 - FWG: 9 - CDU: 11 - AfD: 2 - NPD: 1 | Parteien und Wählergemeinschaften | Parteien und Wählergemeinschaften                   | 2021  | 2021  | 2016  | 2016  | 2011  | 2011  | 2006  | 2006  | 2001  | 2001  |
| Sitzverteilung in der Stadtverordnetenversammlung 2021Insgesamt 37 Sitze - SPD: 6 - Grüne: 4 - FDP: 2 - PRO: 2 - FWG: 9 - CDU: 11 - AfD: 2 - NPD: 1 | Parteien und Wählergemeinschaften | Parteien und Wählergemeinschaften                   | %     | Sitze | %     | Sitze | %     | Sitze | %     | Sitze | %     | Sitze |
| Sitzverteilung in der Stadtverordnetenversammlung 2021Insgesamt 37 Sitze - SPD: 6 - Grüne: 4 - FDP: 2 - PRO: 2 - FWG: 9 - CDU: 11 - AfD: 2 - NPD: 1 | CDU                               | Christlich Demokratische Union Deutschlands         | 28,9  | 11    | 24,4  | 9     | 27,8  | 10    | 31,1  | 12    | 39,8  | 15    |
| Sitzverteilung in der Stadtverordnetenversammlung 2021Insgesamt 37 Sitze - SPD: 6 - Grüne: 4 - FDP: 2 - PRO: 2 - FWG: 9 - CDU: 11 - AfD: 2 - NPD: 1 | FWG                               | Freie Wählergemeinschaft                            | 24,4  | 9     | 27,4  | 10    | 22,8  | 8     | —     | —     | —     | —     |
| Sitzverteilung in der Stadtverordnetenversammlung 2021Insgesamt 37 Sitze - SPD: 6 - Grüne: 4 - FDP: 2 - PRO: 2 - FWG: 9 - CDU: 11 - AfD: 2 - NPD: 1 | SPD                               | Sozialdemokratische Partei Deutschlands             | 17,1  | 6     | 19,5  | 7     | 25,5  | 10    | 30,7  | 11    | 41,0  | 15    |
| Sitzverteilung in der Stadtverordnetenversammlung 2021Insgesamt 37 Sitze - SPD: 6 - Grüne: 4 - FDP: 2 - PRO: 2 - FWG: 9 - CDU: 11 - AfD: 2 - NPD: 1 | Grüne                             | Bündnis 90/Die Grünen                               | 11,9  | 4     | 6,4   | 2     | 12,7  | 5     | 6,1   | 2     | 6,5   | 2     |
| Sitzverteilung in der Stadtverordnetenversammlung 2021Insgesamt 37 Sitze - SPD: 6 - Grüne: 4 - FDP: 2 - PRO: 2 - FWG: 9 - CDU: 11 - AfD: 2 - NPD: 1 | AfD                               | Alternative für Deutschland                         | 6,3   | 2     | —     | —     | —     | —     | —     | —     | —     | —     |
| Sitzverteilung in der Stadtverordnetenversammlung 2021Insgesamt 37 Sitze - SPD: 6 - Grüne: 4 - FDP: 2 - PRO: 2 - FWG: 9 - CDU: 11 - AfD: 2 - NPD: 1 | FDP                               | Freie Demokratische Partei                          | 4,5   | 2     | 4,0   | 2     | 3,4   | 1     | —     | —     | —     | —     |
| Sitzverteilung in der Stadtverordnetenversammlung 2021Insgesamt 37 Sitze - SPD: 6 - Grüne: 4 - FDP: 2 - PRO: 2 - FWG: 9 - CDU: 11 - AfD: 2 - NPD: 1 | PRO                               | Pro Vernunft                                        | 4,4   | 2     | 8,1   | 3     | 5,8   | 2     | —     | —     | —     | —     |
| Sitzverteilung in der Stadtverordnetenversammlung 2021Insgesamt 37 Sitze - SPD: 6 - Grüne: 4 - FDP: 2 - PRO: 2 - FWG: 9 - CDU: 11 - AfD: 2 - NPD: 1 | NPD                               | Nationaldemokratische Partei Deutschlands           | 2,6   | 1     | 10,2  | 4     | 2,2   | 1     | 1,8   | 1     | —     | —     |
| Sitzverteilung in der Stadtverordnetenversammlung 2021Insgesamt 37 Sitze - SPD: 6 - Grüne: 4 - FDP: 2 - PRO: 2 - FWG: 9 - CDU: 11 - AfD: 2 - NPD: 1 | FWG/FDP                           | Freie Wählergemeinschaft/Freie Demokratische Partei | —     | —     | —     | —     | —     | —     | 30,4  | 11    | 12,7  | 5     |
| Sitzverteilung in der Stadtverordnetenversammlung 2021Insgesamt 37 Sitze - SPD: 6 - Grüne: 4 - FDP: 2 - PRO: 2 - FWG: 9 - CDU: 11 - AfD: 2 - NPD: 1 | Gesamt                            | Gesamt                                              | 100,0 | 37    | 100,0 | 37    | 100,0 | 37    | 100,0 | 37    | 100,0 | 37    |
| Sitzverteilung in der Stadtverordnetenversammlung 2021Insgesamt 37 Sitze - SPD: 6 - Grüne: 4 - FDP: 2 - PRO: 2 - FWG: 9 - CDU: 11 - AfD: 2 - NPD: 1 | Wahlbeteiligung in %              | Wahlbeteiligung in %                                | 51,7  | 51,7  | 50,8  | 50,8  | 48,2  | 48,2  | 48,7  | 48,7  | 53,1  | 53,1  |

Eine separate Liste der Stadtverordnetenvorsteher in Büdingen reicht zurück bis in das Jahr 1972.
Am 27. Januar 2017 strich die Stadtverordnetenversammlung als erste Körperschaft in Deutschland der NPD die Fraktionsgelder. Die Entscheidung wurde mit dem Urteil des Bundesverfassungsgerichts im NPD-Verbotsverfahren begründet. Die Verweigerung der Fraktionszuwendungen wurde vom Hessischen Verwaltungsgerichtshof (HessVGH) in Kassel (Urt. v. 5. April 2017 – 8 C 459/17.N) und vom Bundesverwaltungsgericht (BVerwG) in Leipzig (Urt. v. 27. Juni 2018 – 10 CN 1.17) für rechtswidrig erklärt, da eine Kürzung der Fraktionszuwendung an verfassungsfeindliche Parteien einer landesrechtlichen Regelung bedürfe.

### Bürgermeister
Nach der hessischen Kommunalverfassung wird der Bürgermeister für eine sechsjährige Amtszeit gewählt, seit dem Jahr 1993 in einer Direktwahl, und ist Vorsitzender des Magistrats, dem in der Stadt Büdingen neben dem Bürgermeister ein hauptamtlicher Erster Stadtrat und acht weitere ehrenamtliche Stadträte angehören. Die Stärke der in der Stadtverordnetenversammlung vertretenen Fraktionen spiegelt sich grundsätzlich in der Zusammensetzung des ehrenamtlichen Magistrats wider. Bürgermeister ist seit dem 6. März 2022 Benjamin Harris (CDU). Er wurde als Nachfolger von Erich Spamer (FWG), der nach drei Amtszeiten nicht wieder kandidiert hatte, am 10. Oktober 2021 in einer Stichwahl bei 49,1 Prozent Wahlbeteiligung mit 55,1 Prozent der Stimmen gewählt.
Amtszeiten der Bürgermeister
- seit 2022 Benjamin Harris (CDU)[39]
- 2004–2022 Erich Spamer (FWG)[40]
- 1998–2004 Bernd Luft (CDU)
- 1982–1997 Eberhard Bauner (CDU) (1942–1997)
- 1976–1982 Roland Manz (SPD) (1938–2014)
- 1962–1976 Willi Zinnkann (SPD) (1915–1997)
- 1950–1962 Emil Diemer (1890–1962)
- 1945–1949 Max Scheingraber (1890–1949)

Eine separate Liste der Bürgermeister in Büdingen reicht zurück bis in das Jahr 1800.

### Ortsbeiräte
Für alle Stadtteile und die Kernstadt besteht je ein Ortsbezirk mit Ortsbeirat und Ortsvorsteher nach Maßgabe der §§ 81 und 82 HGO und des Kommunalwahlgesetzes in der jeweils gültigen Fassung.
Die Ortsbezirke sind durch die Gebiete der Stadtteile abgegrenzt und bestehen aus fünf bis sieben Mitgliedern.
Deren Wahl erfolgt im Rahmen der Kommunalwahlen. Der Ortsbeirat wählt eines seiner Mitglieder zum Ortsvorsteher. Zur Zusammensetzung siehe die jeweiligen Stadtteile.

### Ortsbeirat Stadtteil Büdingen
Der Ortsbeirat besteht aus sieben Mitgliedern. Bei den Kommunalwahlen in Hessen 2021 betrug die Wahlbeteiligung zum Ortsbeirat 47,35 %. Dabei wurden gewählt: zwei Mitglieder der CDU und der „Freien Wählergemeinschaft Büdingen“ (FWG), je ein Mitglied der SPD, des Bündnis 90/Die Grünen und der FDP. Der Ortsbeirat wählte Thomas Appel (CDU) zum Ortsvorsteher.

### Bürgerentscheide
In Büdingen wurde 1995 der erste Bürgerentscheid (§ 8b HGO) durchgeführt. Die Bürger sprachen sich mit der erforderlichen Mehrheit dafür aus, das Hallenbad vom Wetteraukreis zu übernehmen und weiter zu betreiben. Ein weiterer Bürgerentscheid zur Verlegung des Sportplatzes (Einrichtung eines Bürgerparks am Seemenbach und Errichtung eines großen Sportfeldes am Dohlberg gemeinsam mit den Schulen) hat 2013/2014 stattgefunden. Die erforderliche Mehrheit wurde nicht erreicht. Anfang 2015 scheiterte ein Bürgerbegehren gegen Windkraftanlagen aus formalen Gründen, da der angegriffene Beschluss der Stadtverordnetenversammlung bereits ein Jahr alt war.

### Stadtwappen
| Wappen der Stadt Büding | Blasonierung: „In Gold eine rot gequaderte Zinnenmauer mit schwarzem Tor und goldenem Gatter, hinter der ein zweistöckiger, im oberen Stockwerk mit einem silbernen Schild mit zwei schwarzen Balken belegter, roter Turm hervorwächst, beiderseits mit zwei gleichen, jeweils schwarze Balken auf Silber enthaltende Fahnen besteckt. Der Turm ist begleitet von zwei ebenfalls aus der Zinnenmauer herauswachsenden einstöckigen, roten Zinnentürmen, enthaltend, wie der Mittelturm im unteren Stockwerk, je eine Schießscharte.“ |
| Wappen der Stadt Büding | Wappenbegründung: Das Stadtwappen ist dem Stadtsiegel entnommen und wurde am 13. Dezember 1982 vom Innenminister des Landes Hessen genehmigt. Das „Maskottchen“ der Büdinger ist der Frosch, was auf die Besiedlung des Stadtgrabens vor den Wehranlagen im Mittelalter mit Fröschen zurückzuführen ist. In vielfältigen Variationen taucht heute der Frosch in öffentlichen und privaten Publikationen und den künstlerischen Darstellungen Büdingens auf.                                                                          |

### Städtepartnerschaften

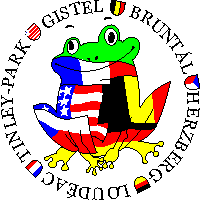
Logo der Büdinger Partnerstädte

Die Stadt Büdingen pflegt Städtepartnerschaften mit Städten aus Belgien, Frankreich, Tschechien, Rumänien, den USA und Brandenburg:
 Bruntál
Der ehemalige sudetendeutsche Bezirk Freudenthal (Okres Bruntál) war der Patenkreis des Wetteraukreises in der Region Mährisch-Schlesien/Tschechien. Auf der Suche nach einer Partnerstadt hat 1999 der damalige Bürgermeister Bruntáls (Freudenthal) Petr Krejčí auf den Rat vom früheren Landrat Rolf Gnadl Kontakt mit der Stadt Büdingen aufgenommen.
Im April 2000 besuchte eine offizielle Delegation unter der Leitung von Bürgermeister Bernd Luft die Stadt Bruntál. Bald wurden die entsprechenden Beschlüsse in den Stadtparlamenten gefasst. Eine mehr als 100 Teilnehmer umfassende Gruppe aus Büdingen besuchte Ende April 2001 Bruntál.
Der Inhalt der Partnerschaft ist die Aussöhnung der Völker untereinander, die Aufarbeitung der gemeinsamen Geschichte, Vereinskontakte sowie private Begegnungen und der Kulturaustausch.
 Herzberg
Zwischen der evangelischen Kirchengemeinde Herzberg in Brandenburg und Büdingen bestanden schon über viele Jahre vor dem Fall der Mauer Kontakte.
Im Januar 1990 besuchte eine offizielle Delegation der Stadt Büdingen unter der Leitung von Bürgermeister Eberhard Bauner und Erstem Stadtrat Wilhelm Kröll die Stadt Herzberg zu ersten Kontaktaufnahme. Noch vor dem Abschluss des Wiedervereinigungsvertrages konnte in Herzberg die Partnerschaftsurkunde unterzeichnet werden. Erklärtes Ziel der Partnerschaft ist die Aufarbeitung der gemeinsamen Vergangenheit, das Zusammenwachsen der Bevölkerung und gegenseitiges Verständnis und Akzeptanz zu erwirken
 Loudéac
Die Städtepartnerschaft zwischen Büdingen und Loudéac in der Bretagne/Frankreich wurde am 28. Mai 1983 von den damaligen Bürgermeistern der beiden Städte, Yves Ropers (†) und Eberhard Bauner (†), begründet.
1982 besuchte eine offizielle Delegation aus Büdingen Loudéac, um erste Kontakte zur Begründung der Städtepartnerschaft zu knüpfen. Ziel war die Aussöhnung der beiden Völker untereinander, die Pflege und Förderung des europäischen Gedankens, die Förderung von Kontakten der Vereine der beiden Partnerstädte untereinander, die Pflege persönlicher Kontakte der Bevölkerung und die Förderung des kulturellen Austausches.
Die Beziehungen sind auch heute noch von Leben erfüllt. Jährlich im Frühling haben Schüler des Wolfgang-Ernst-Gymnasiums und der Schule am Dohlberg die Möglichkeit eines Schüleraustausches nach Loudéac. Offizielle Austausche zwischen den Städten finden im Zweijahreswechsel, regelmäßige Besuche des Volksfestes Braderie in Loudéac und Besuche der Kindergärten jeweils zum Nikolauswochenende statt.
 Tinley Park
Die Partnerschaft zwischen Büdingen und Tinley-Park in Illinois/USA rührt aus einer Bekanntschaft zwischen Prinz Ferdinand zu Ysenburg und Büdingen und Hauptmann Patrick E. Rea her, der in Büdingen stationiert war.
1986 besuchte eine Abordnung aus Tinley Park Büdingen. 1988 beschloss die Stadtverordnetenversammlung offiziell die Städtepartnerschaft. Im September 1989 besuchten 148 Büdinger zusammen mit dem Musikzug der Freiwilligen Feuerwehr Büdingen für zwei Wochen Tinley Park, um die Partnerschaft zu feiern. Auch 2006 reiste eine größere Delegation in die Partnerstadt.
Ziel der Städtepartnerschaft ist die Aussöhnung der Völker untereinander, der Kultur- und Schüleraustausch, persönliche Kontakte der Familien untereinander, und einfach das gegenseitige Kennenlernen der Kulturen und der Sitten und Gebräuche.
 Gistel
Aus der Zeit vor der Gebietsreform aus dem Jahr 1964 besteht eine Partnerschaft zwischen dem jetzigen Büdinger Stadtteil Aulendiebach und der Stadt Gistel in Westflandern/Belgien.
 Sebeș
Zwischen Sebeș (Mühlbach) und den Büdinger Stadtteilen Michelau, Wolferborn, Rinderbügen und Vonhausen sind erste Kontakte für eine zukünftige Partnerschaft aufgenommen worden.

## Wirtschaft und Infrastruktur

### Verkehr

#### Straßenverkehr
Über das Autobahnnetz ist die Stadt erreichbar über die A 66, Anschlussstelle Gründau-Lieblos oder über die A 45, Anschlussstelle Altenstadt. Die südwestlich gelegenen Stadtteile profitieren außerdem von der im Jahr 2007 eingerichteten Anschlussstelle Hammersbach (A 45).
Büdingen liegt an den Bundesstraßen 457 und 521. Erstere führt von Gießen über Nidda nach Gründau-Lieblos zur A66 und führt dabei durch die Stadtteile Büches und Büdingen, sowie an den Stadtteilen Rohrbach, Aulendiebach und Vonhausen vorbei. Die Bundesstraße 521 beginnt im Stadtteil Büches und führt durch Düdelsheim über Altenstadt und Nidderau nach Frankfurt am Main. Aufgrund massiver Verkehrsbelastung und zum Teil sehr enger Straßen wurden und werden bereits seit einiger Zeit Umgehungsstraßen für Büdingen, Büches und Orleshausen gefordert. Gebaut wurde bisher eine Ortsumgehung von Büches.

#### Bahnverkehr
Büdingen liegt an der Bahnstrecke Gießen–Gelnhausen (Lahn-Kinzig-Bahn), welche von Gießen über Lich, Hungen, Nidda und Büdingen nach Gelnhausen führt. Es befinden sich Bahnhöfe in der Kernstadt (Bahnhof Büdingen (Oberhess)) und Büches (Haltepunkt Büches-Düdelsheim). Es besteht ein annähernder 60-Minuten-Takt in beide Richtungen, welcher in den Hauptverkehrszeiten durch einzelne halbstündliche Verbindungen ergänzt wird. Gießen ist in 75 Minuten, Frankfurt am Main mit Umsteigen in Gelnhausen in 55 Minuten erreichbar.
Die Lahn-Kinzig-Bahn bietet auch weitere Umsteigemöglichkeiten in Nidda (mit RB 48 Richtung Frankfurt/Friedberg) und Glauburg-Stockheim (mit RB 34 Richtung Frankfurt/Bad Vilbel).

#### Busverkehr
Am Büdinger Bahnhof besteht Anschluss an 11 Buslinien in die umliegende Region, unter anderem nach Altenstadt, Gedern, Ortenberg, Kefenrod, Ronneburg, Hammersbach, Schotten-Sichenhausen und Friedberg. Eine Sonderrolle nimmt hierbei die Linie 374 ein, welche ergänzend zum Bahnverkehr früh morgens und spät abends den Verkehr auf der Lahn-Kinzig-Bahn ergänzt. Während früh morgens die Anschlüsse in Gelnhausen und Nidda Priorität besitzen, existieren bis in den späten Abend Fahrtmöglichkeiten zwischen Glauburg-Stockheim sowie Gründau und Gelnhausen.
Seit dem Fahrplanwechsel 2021/2022 gibt es die Expressbus-Verbindung X95 nach Frankfurt-Bergen-Enkheim über Ronneburg, Erlensee und Bruchköbel.

#### Sonstiger Verkehr
Der nächste internationale Flughafen befindet sich in Frankfurt, per PKW in 30–40 Minuten erreichbar. Zwischen 1959 und 2007 befand sich am westlichen Ortsrand ein Hubschrauberlandeplatz der United States Army, der zu der wenige hundert Meter südöstlich gelegenen Armstrong-Kaserne gehörte.

### Unternehmen
- Die Accumulatorenfabrik Sonnenschein GmbH mit Stammsitz in Büdingen wurde zwischen 1957 und 1982 vom späteren Bundespostminister Schwarz-Schilling geleitet. Seit 2000 gehört das Unternehmen zur Exide GmbH und damit zur Exide Corporation. Die ehemalige Sonnenschein GmbH, jetzt Exide Technologies GmbH, ist nach wie vor der größte und wichtigste Arbeitgeber in Büdingen.
- Bergman Clinics Mathilden Gesundheitszentrum
- Eine Niederlassung der auf Online-Fahrzeugauktionen spezialisierten Copart Deutschland liegt im südlichen Gewerbegebiet Reichardsweide.
- Friemann & Wolf Batterietechnik GmbH und Tadiran Batteries GmbH, zwei Tochterfirmen der französischen Saft Groupe SAS, haben ihren Sitz in Büdingen.
- Die Karl Mayer Gruppe hat am südwestlichen Stadtrand einen Produktionsstandort.
- Die REMONDIS GmbH & Co. KG hat im südlichen Gewerbegebiet von Büdingen einen Standort, an den auch ein Recyclinghof des Wetteraukreises angegliedert ist[49].
- Die Röder Zeltsysteme und Service AG. Die börsennotierte Firma produziert, vertreibt und vermietet Zeltsysteme.
- Im südlichen Industriegebiet hat Siegwerk Druckfarben einen Standort.
- Die Sparkasse Oberhessen unterhält eine Filiale.
- Die VR Bank Main-Kinzig-Büdingen hat ihren Sitz in Büdingen

### Bildung
- Wolfgang-Ernst-Gymnasium
- Haupt- und Realschule Schule am Dohlberg
- Berufsschule
- Fachoberschule für Wirtschaft und Verwaltung und Wirtschaftsinformatik
- verschiedene Grundschulen
- Lern- und Förderzentrum Stressfrei GbR (LFZ Stressfrei)

### Ämter
- Außenstelle des (ugs.) Landratsamtes (Der Kreisausschuss des Wetteraukreises)
- Amt für Bodenmanagement
- Amtsgericht Büdingen
- Polizeistation

### Freizeit- und Sportanlagen

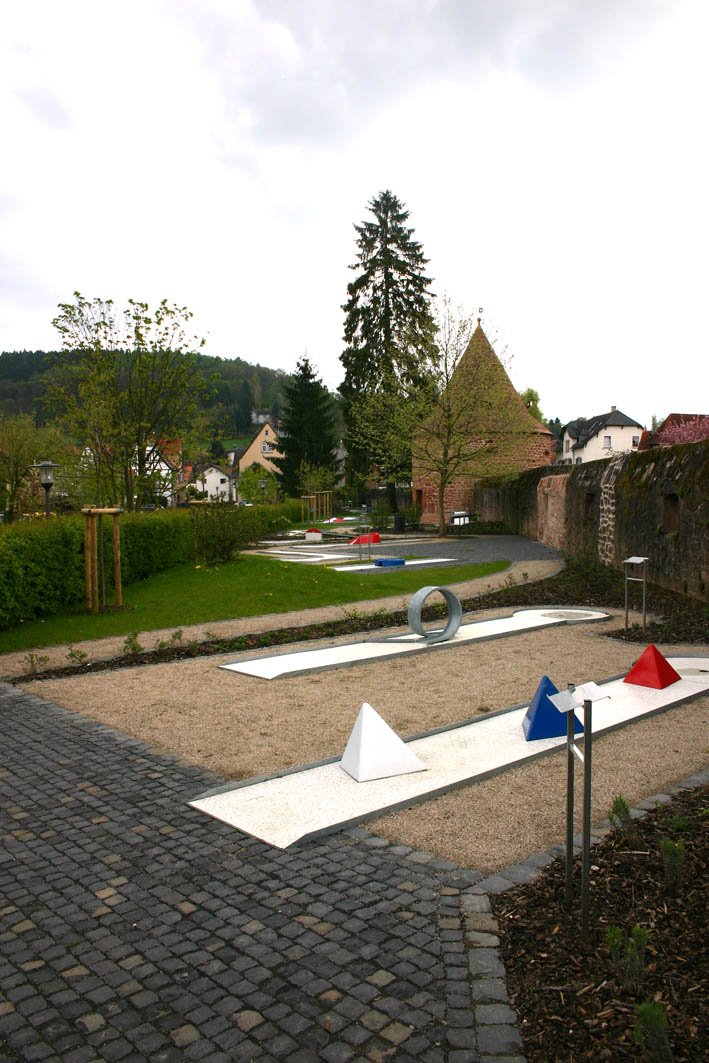
Minigolfanlage in der Büdinger Altstadt, 2005

- Stadtbücherei mit über 40.000 Medien. Bücher, CDs, DVDs etc.
- Freibad mit zwei Schwimmbecken, einem Sprungbecken mit Sprungturm (bis 10 m) und einem Planschbecken. Außerdem gibt es hier eine  Wasserrutsche und Beachvolleyballfeld.
- Sporthallen am Dohlberg. Hier wird hauptsächlich Handball, Basketball und Volleyball gespielt.
- Sportplätze in vielen Stadtteilen.
- Willi-Zinnkann-Halle (Bürgerhaus), hier finden regelmäßig Konzerte, Comedy und andere Unterhaltungsveranstaltungen statt
- fünf Tennis-Sandplätze des Tennisclubs SW Büdingen e. V.
- Wildpark
- Kneipp-Anlage im Schlosspark
- Beachvolleyball
- Minigolf
- Schiesssportanlage der Büdinger Schützengesellschaft mit 4 Schießständen für Druckluft-, Kleinkaliber- und Großkaliberdisziplinen, darunter der z. Zt. modernste 100-Meter-Langwaffenstand in Hessen.
- Büdingen ist an den Vulkanradweg angeschlossen. Die Strecke führt von Büdingen über die Büdinger Stadtteile Büches und Düdelsheim, den Limeshainer Ortsteil Hainchen nach Altenstadt.[50]
- Es gibt eine Anbindung Büdingens an die Hohe Straße, welche über die Büdinger Stadtteile Vonhausen und Diebach nach Frankfurt führt.[51]
- Die Mittelalter-Radroute beginnt am Büdinger Bahnhof und führt über Gelnhausen und Bad Orb weiter bis nach Lohr am Main[52].

## Kultur und Sehenswürdigkeiten

### Bauwerke

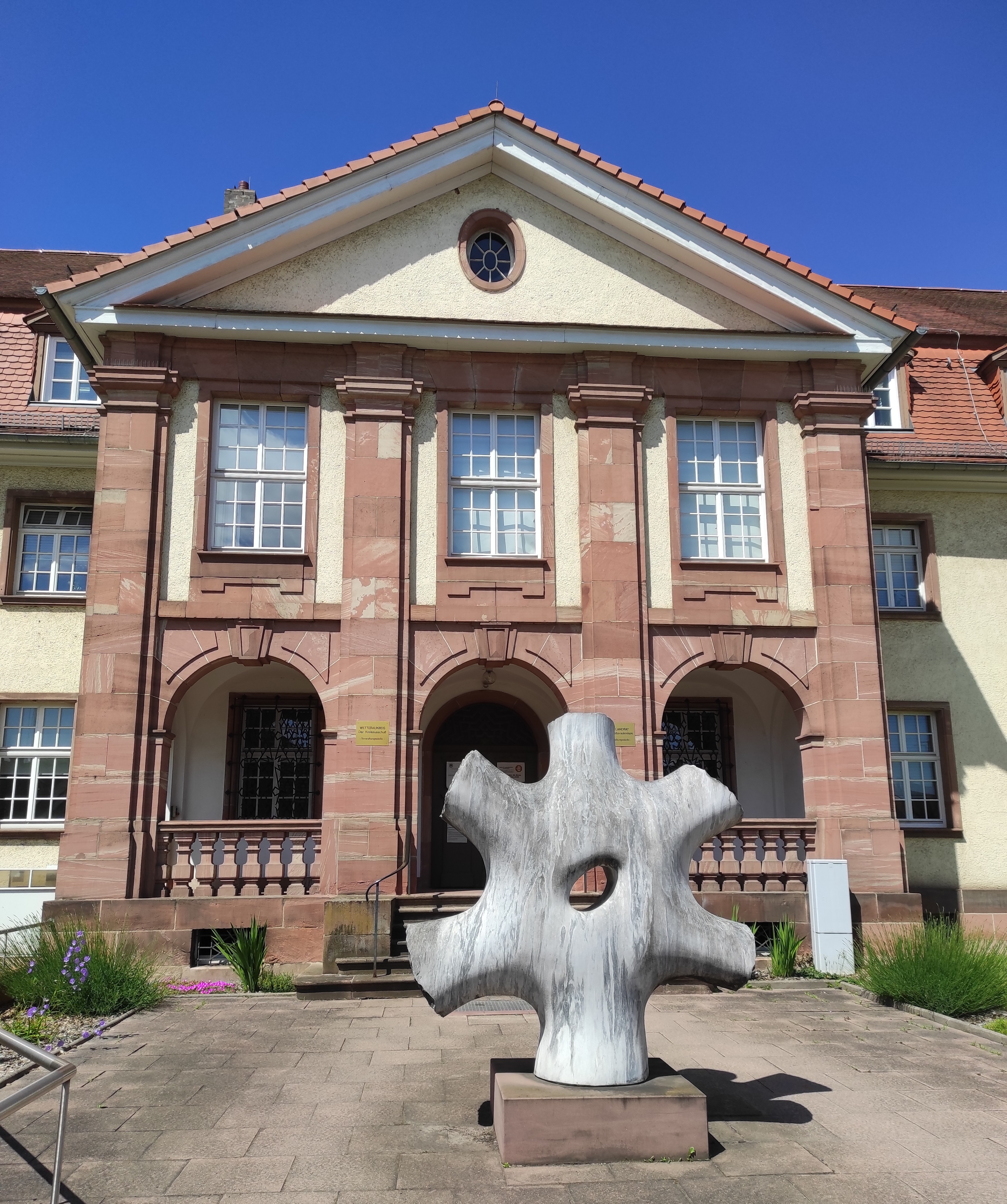
Die Plastik „Synaptische Plastizität“ von Lars Korten (2007) vor einem Büdinger Amtsgebäude

Büdingen wird oft als das Rothenburg Hessens bezeichnet. Im historischen Stadtkern finden sich Fachwerkhäuser, die zum Teil mehrere hundert Jahre alt sind. Zumeist ist das Erdgeschoss jedoch in massivem Sandstein gehalten, was seinerzeit dem Brandschutz diente. Sehenswert ist die gut erhaltene mittelalterliche Befestigungsanlage der Stadt: Große Teile der Stadtmauer, der Wehrtürme und Stadttore sind erhalten und teilweise begehbar. Büdingen liegt an der Deutschen Fachwerkstraße.

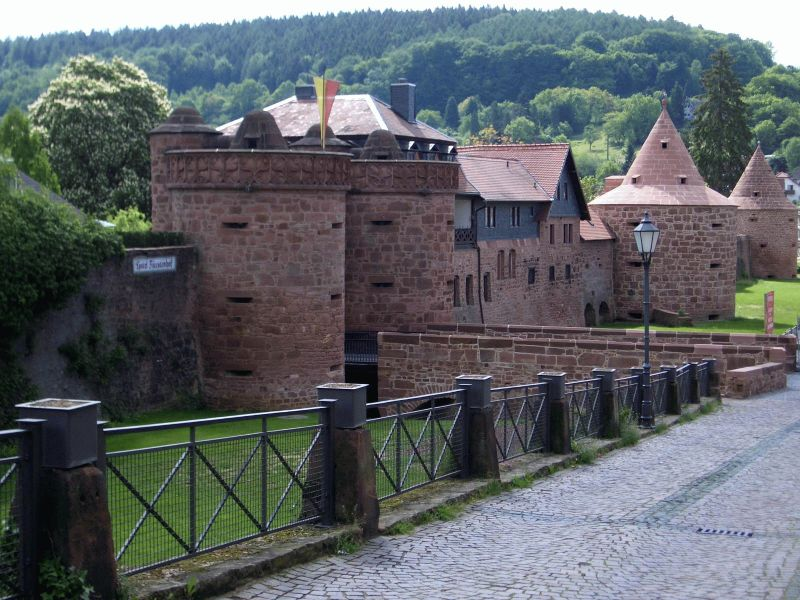
Das Jerusalemer Tor

Eine besondere Attraktion ist das Untertor (auch bekannt als Jerusalemer Tor) mit vorgelagerter Brücke, vollendet im Jahr 1503. Die legendarische Überlieferung besagt, dass dieses Tor nach einer 1487 erfolgten Pilgerreise eines Sohnes des Grafen Ludwig II. als Kopie des Jerusalemer Schafstores erbaut wurde. Da die Bezeichnung „Jerusalemer Tor“ aber erst seit Mitte des 18. Jahrhunderts belegt ist, geht sie wohl eher auf die Glaubensflüchtlinge zurück, die sich seit 1712 in der Vorstadt ansiedelten und denen die Stadt mit dem altertümlichen Tor wie ein Abbild des „Himmlischen Jerusalem“ erschienen sein mag.

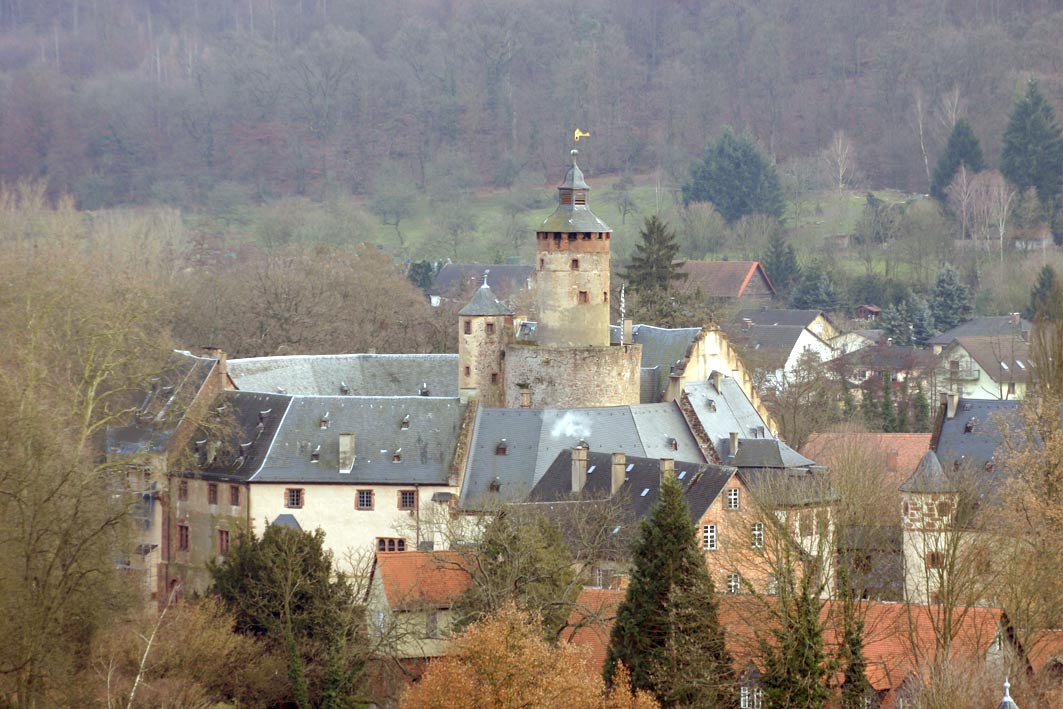
Das Büdinger Schloss

Das Büdinger Schloss, eine im Kern staufische Wasserburg, erhielt sein jetziges Aussehen im 16. Jahrhundert. Schon immer wurde die Anlage von den Herren von Büdingen als Schloss bezeichnet. Noch heute wohnt dort die Familie Fürst zu Ysenburg und Büdingen.
Der äußere Schlosshof ist für Besucher frei zugänglich. Die Gebäude selbst können in geführten Besichtigungen erkundet werden. Direkt hinter dem Schloss befindet sich der Schlosspark. Er diente den Büdingern einst als Naherholungsziel, ist jedoch seit 2021 für die Öffentlichkeit geschlossen.
Eines der ältesten Wohngebäude der Stadt ist das 1510/11 erbaute Steinerne Haus, das im Gegensatz zu den sonstigen Fachwerkhäusern komplett in Stein errichtet wurde. Es hatte mit seiner burgartigen Mauer die Aufgabe, den wichtigen Brückenkopf am Mühltor zu sichern und ist integraler Bestandteil der Stadtbefestigung.
Das älteste Renaissancegebäude der Stadt ist der Oberhof. Das Bandhaus, das baufällige Haus der Küfer aus dem 16. Jahrhundert, diente 2013 als Archiv für Dokumente aus der Zeit der fürstlichen Verwaltung.
Das historische Rathaus war das Zentrum des Marktes Büdingen und diente als Markthalle, Tanz- und Spielhaus und im Obergeschoss als Hochgericht. Heute beherbergt es das „Heuson-Museum“ und den Sitzungssaal der Stadtverordnetenversammlung.

### Museen
- Heuson-Museum im historischen Rathaus von 1458. Themen: Die Geschichte Büdingens; Fundstücke aus der Römerzeit und dem Mittelalter; historisches Handwerk.
- Schlossmuseum Büdingen
- Modellbaumuseum im Oberhof
- 50er-Jahre-Museum
- Sandrosen-Museum im Untertor
- Metzgermuseum im Schlaghaus

### Natur

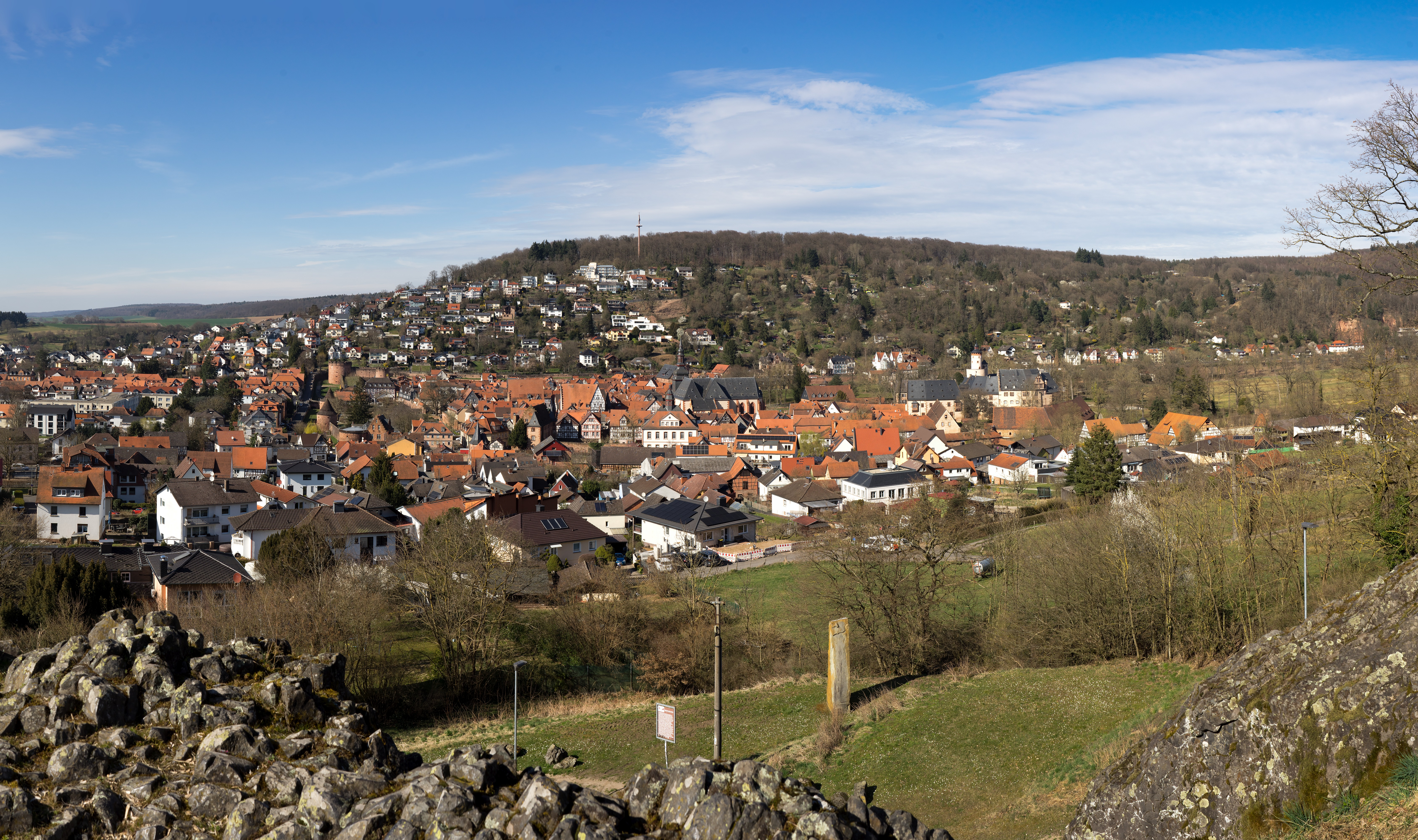
Blick auf die Altstadt vom Geotop „Wilder Stein“, das südlich der Altstadt aufragt

### Regelmäßige Veranstaltungen
- Am Faschingssonntag findet traditionell die Erstürmung der Stadt durch die Narren am Untertor statt (Faschingsumzug).
- Das Haupt- und Ritterschießen der Büdinger Schützengesellschaft 1353 findet nachweislich seit 1535 alljährlich an Pfingsten statt.
- Das Altstadtfest findet jährlich um den Sonntag nach Pfingsten statt.
- Der Gallusmarkt wird am Wochenende um den vierten Sonntag im September ebenfalls in der Altstadt abgehalten.
- Das Mittelalterfest findet alle zwei Jahre im Wechsel mit der Kulturnacht am zweiten Wochenende im Juli statt.
- Die Landpartie findet immer am zweiten Septemberwochenende statt.
- Der Theaterverein Eine Stadt spielt Theater bietet im Sommer mit seiner Sommerbühne Freilichttheater im Kulturzentrum Oberhof sowie im Winter mit der Winterbühne Theater in der Willi-Zinnkann-Halle (Bürgerhaus).[55]
- Der Büdinger Weihnachtszauber findet immer am zweiten Adventswochenende statt.

## Persönlichkeiten

### Ehrenbürger
- 1846 – Ludwig Westernacher (* 5. April 1811 in Echzell; † 6. September 1884 in Büdingen).
- 1846 – Ernst Carl Casimir Wegelin (* 25. September 1779 in Büdingen; † 13. März 1862 in Büdingen), Großherzoglich Hessischer Landrichter.
- 1867 – Carl Friedrich Christian Pfnor (* 28. September 1784 in Büdingen; † 21. Dezember 1867 in Baden-Baden), Großherzoglich Badischer Obrist, hinterließ seiner Geburtsstadt sein gesamtes Vermögen („Pfnor'sche Stiftung“).
- 1902 – Ferdinand Rabenau (* 13. März 1845 in Darmstadt; † 4. Januar 1932 in Büdingen), Oberamtsrichter i. R.
- 1911 – Friedrich Wolfgang Karl von Thudichum, angesehener Rechtsgelehrter und -historiker sowie Professor der Rechte in Tübingen (* 18. November 1831 in Büdingen; † 17. März 1913 in Bad Wildbad).
- 1919 – Gustav Christian Dörr (* 5. Juni 1844 in Büdingen; † 9. Januar 1927 in Frankfurt am Main), Kaufmann.
- 1922 – Georg Albert (* 7. Februar 1852 in Büdingen; † in New York).
- 1931 – Wilhelm Dotter (* 12. Februar 1859 in Büdingen; † 29. April 1934 in Büdingen), Stadtrat, Kaufmann und Fuhrunternehmer.
- 1933 – Adolf Hitler (* 20. April 1889 in Braunau am Inn; † 30. April 1945 in Berlin), Reichskanzler/Führer (Aberkennung des Ehrenbürgerrechts am 21. April 2007).
- 1933 – Paul von Hindenburg (* 2. Oktober 1847 in Posen; † 2. August 1934 auf Gut Neudeck, Westpreußen), Generalfeldmarschall und Reichspräsident.
- 1933 – Ferdinand Werner, Staatspräsident Hessens und Bildungswesen (NSDAP), (Aberkennung des Ehrenbürgerrechts am 3. September 1946).
- 1933 – Heinrich Müller, Staatsminister des Inneren, der Justiz und der Finanzen (NSDAP), (Aberkennung des Ehrenbürgerrechts am 3. September 1946).
- 1948 – Karl Heuson (* 4. November 1869 in Wenings; † 16. Januar 1953 in Büdingen), Lehrer i. R. und Heimatforscher.
- 1965 – Peter Nieß (* 4. Februar 1895 in Rinderbügen; † 21. August 1965 in Büdingen), Gewerbeoberlehrer und Heimatforscher.
- 1984 – Otto Friedrich Fürst zu Ysenburg und Büdingen (* 16. September 1904 in Halberstadt; † 25. September 1990 in Büdingen).
- 1985 – Willi Zinnkann (* 27. Oktober 1915 in Worms; † 23. Oktober 1997 in Büdingen), Bürgermeister a. D.
- 1993 – Hans-Velten Heuson (* 19. Juli 1926 in Wenings; † 14. September 2002 in Büdingen), Realschullehrer a. D., Heimatforscher und Denkmalpfleger.
- 1995 – Martin Bauss (* 2. November 1920; † 12. Mai 1998 in Büdingen), Kunstmaler.
- 1996 – Willi Ernst Luh (* 31. Oktober 1926 in Großen-Linden; † 28. August 2017 in Büdingen), Schulamtsdirektor a. D., 45 Jahre lang Vorsitzender des Büdinger Geschichtsvereins. Bild
- 2004 – Christian Schwarz-Schilling (* 19. November 1930 in Innsbruck, Österreich), Bundespostminister a. D.
- 2011 – Jules August Schröder, (* 30. Dezember 1934 in Hamburg), Geschäftsführer i. R. Bild
- 2012 – Volkmar Stein (* 29. Januar 1937 in Dortmund), Studiendirektor i. R., Heimatforscher und Autor Bild
- 2014 – Siegfried Müller (* 5. September 1935 in Herne; † 24. Dezember 2024 in Düdelsheim), Gewerkschafter, Sozialdemokrat und Mitbegründer von ProAsyl.
- 2017 – Lothar Keil (* 29. Januar 1943 in Königsberg), Geologe.
- 2020 – Klaus Peter Decker (* 1. Oktober 1939; † 28. März 2021 in Fulda), Historiker. Ehrung für die Erforschung der Geschichte der Stadt und der Region.
- 2022 – Walter Arbeiter (* 7. Juli 1941 in Altenkirchen), Gründer des „50er-Jahre-Museums“
- 2025 – Dieter Egner (* 6. Oktober 1944 in Schlangenbad), deutscher Politiker (SPD) und überörtlich bekannter Initiator kultureller, sozialer und ehrenamtlicher Institutionen und Veranstaltungen.

### Söhne und Töchter der Stadt
- Diether von Isenburg (1412–1482), Erzbischof von Mainz (1459–1463 und 1475–1482). Siehe auch Mainzer Stiftsfehde.
- Heinrich Rybisch (1485–1544), Stadtschreiber, Syndikus der Stadt Breslau, Rat des böhmischen Königs Ferdinand I.
- Konrad Krebs (1492–1540), Baumeister und Architekt.
- Graf Anton von Isenburg-Büdingen zu Ronneburg (1501–1560), Begründer der Teilgrafschaft Ysenburg-Ronneburg. Er wurde in der Marienkirche beigesetzt, wo seine Nachkommen ihm und seiner Ehefrau Elisabeth von Wied-Runkel 1563 ein prachtvolles Epitaph bauten.
- Ferdinand Maximilian I. zu Ysenburg-Büdingen in Wächtersbach (1662–1703), erster Graf der Wächtersbacher Linie der Ysenburger
- Ludwig Kasimir zu Isenburg und Büdingen (1710–1775), regierender Graf in Isenburg-Büdingen sowie dänischer General und Diplomat
- Johann Samuel König (1712–1757), Mathematiker (Satz von König).
- Gustav Friedrich zu Isenburg und Büdingen (1715–1768), regierender Graf in Isenburg-Büdingen sowie dänischer General.
- Johannes Jährig (1747–1795), Mongolist und Mongolen-Forscher und Übersetzer tibetischer und mongolischer Texte.
- Moses Büding (1748/49–1811), Oberhofagent und Gründer des Bankhauses M. J. Büding in Kassel.
- Graf Ernst Kasimir II. zu Isenburg und Büdingen (1757–1801), regierender Graf in Isenburg-Büdingen.
- Carl Friedrich Buderus von Carlshausen (1759–1819), Finanzbeamter von Kurfürst Wilhelm I. von Hessen-Kassel und Geschäftspartner des Bankiers Mayer Amschel Rothschild.
- Ernst Casimir I. zu Ysenburg und Büdingen (1781–1852), 1. Fürst zu Ysenburg und Büdingen.
- Karl Wilhelm Ludwig von Isenburg (1785–1839), badischer Generalmajor.
- August Hirsch (1798–1838), Beamter, Oberfinanzrat und Politiker, Abgeordneter der 2. Kammer der Landstände des Großherzogtums Hessen.
- Ernst Casimir II. zu Ysenburg und Büdingen (1806–1861), 2. Fürst zu Ysenburg und Büdingen.
- Mathilde von Ysenburg und Büdingen (1811–1886), Komponistin. Nach ihr ist das Prinzessin-Mathilde-Ysenburg-Gässchen in Büdingen benannt (mit Gedenkplakette).[56][57]
- Gustav zu Isenburg und Büdingen (1813–1883), Diplomat und Generalleutnant.
- Frederick Girsch (1821–1895), Radierer, Porträtmaler, Stahl- und Banknotenstecher
- Ludwig Eberling (1823–1898), als Hofgärtner Großherzog Friedrichs I. von Baden erschloss er als Erster die verwahrloste Insel Mainau im Bodensee und gilt als der Schöpfer der heutigen Blumeninsel.
- Ludwig Horst (1829–1891), Maler
- Johann Ludwig Wilhelm Thudichum (1829–1901), Begründer der Gehirnchemie.
- Friedrich Wolfgang Karl von Thudichum (1831–1913 in Bad Wildbad), angesehener Rechtsgelehrter und -historiker sowie Professor der Rechte.
- Bruno zu Ysenburg und Büdingen (1837–1906), 3. Fürst zu Ysenburg-Büdingen.
- Richard Haupt (1846–1940), Kunsthistoriker und Provinzialkonservator.
- Albrecht Haupt (1852–1932), Architekt und Hochschullehrer.
- Heinrich Schneider (1859–1926), Hofjuwelier des Großherzogtums Hessen und Ordenshersteller im Königreich Sachsen
- Wilhelm Ludwig Koch (1863–1942), auf Gut Marienborn geborener Verwaltungsjurist und Ministerialbeamter, Präsident der Reichsversicherungsanstalt für Angestellte.
- Wolfgang zu Ysenburg und Büdingen (1877–1920), 4. Fürst zu Ysenburg-Büdingen.
- Wilhelm Lenhard (1891–1953), Ministerialbeamter
- Erich Geißler (1895–1967), Generalmajor, Träger des Ritterkreuzes des Eisernen Kreuzes.[58]
- Hedwig Wittekind (1896–1949), Bildhauerin und Judenretterin
- Ado Kraemer (1898–1972), Schachkomponist.
- Gustav Tauber (1902–1978), Apotheker und Verbandspräsident.
- Wilhelm Kämmerer (1905–1994), Ingenieur und Computerpionier der DDR.
- Wolfgang Göttelmann (1935–2025), Botschafter im Libanon und auf den Philippinen.
- H. Gustav Klaus (1944–2020), Anglist.
- Ebba D. Drolshagen (* 1948), Schriftstellerin und Übersetzerin.
- Achim Vandreike (* 1948), Bürgermeister und Dezernent für Sport und Wohnungswesen in Frankfurt am Main.
- Christoph von Wolzogen (1948–2024), Philosoph und Autor
- Peter Wichtel (* 1949), Politiker (MdB) und Betriebsratsvorsitzender und Aufsichtsratsmitglied der Fraport AG.
- Heinrich XIII. Prinz Reuß (* 1951), Akteur der Reichsbürgerbewegung und mutmaßlicher Rädelsführer bei der Vorbereitung von Umsturzplänen gegen die Bundesrepublik Deutschland.[59]
- Klaus Schneider (* 1951), Maler, Zeichner und Fotograf.
- Axel Gallun (* 1952), freischaffender Maler, Bildhauer und Grafiker.
- Wolfgang Luh (* 1955), Maler und Herausgeber.
- Bernd H. Oppermann (* 1956), deutscher Rechtswissenschaftler und Hochschullehrer
- Gerhard Wies (* 1961), Silbermedaillengewinner im Kugelstoßen bei den Paralympics 2004 in Athen mit 11,29 m in der Klasse F 56. Speerwurf-Weltmeister von 1998.
- Jürgen Rollmann (* 1966), Fußball-Bundesliga-Torwart, Diplom-Journalist und Koordinator der Bundesregierung für die Fußball-Weltmeisterschaft 2006.
- Daniel Hensel (* 1978), Komponist, sein Stück „Reflexionen für Orchester“ op. 16 erklang als offizieller deutscher Beitrag zur Übergabe der EU-Ratspräsidentschaft.
- Patrick Berger (* 1992), Sportreporter und Journalist, Chefreporter Sport1, Botschafter der Stadt Büdingen

Weitere Persönlichkeiten, die mit der Stadt in Verbindung stehen:
- Erasmus Alber, auch Alberus (* um 1500; † 5. Mai 1553) Deutscher Theologe, Reformator und Dichter, um 1520 Lehrer in Büdingen.
- Samuel König, reformierter Theologe pietistischer Richtung, Professor der Orientalistik und Mathematik. 1711–1730 als Hofprediger bei den Grafen von Büdingen.
- Georg Thudichum (1794–1873), deutscher Philologe und Theologe, Büdinger Pfarrer und Direktor des Wolfgang-Ernst-Gymnasiums.
- Hermann von Ihering (1850–1930), Arzt, Zoologe und Paläontologe, lebte hier die letzten neun Jahre seines Lebens und ist in Büdingen bestattet.
- Otto Dingeldein (1861–1951), Philologe, Gymnasialprofessor und Autor.
- Beate Kuhn (1927–2015), deutsche Keramikerin und Keramikbildhauerin.
- Christian Schwarz-Schilling, Hoher Repräsentant für Bosnien und Herzegowina (2006–2007), ehemaliger Bundespostminister (1982–1992) und Mitglied des Deutschen Bundestages für die CDU (1976–2002). Schwarz-Schilling war von 1957 bis 1982 Geschäftsführer der Accumulatorenfabrik Sonnenschein.
- Siegfried Müller (* 1935), Sozialdemokrat und Gewerkschafter.
- Sergeant Major of the Army Gene McKinney.
- Dirk Raufeisen (* 1966), Jazzpianist, zählt zu den bekanntesten Jazzmusikern Europas und lebt in Büdingen.
- Dieter Egner (* 1944), Sozialdemokrat und ehrenamtlich Tätiger.
- Roland Manz (1938–2014), Sozialdemokrat, Verwaltungsjurist und Bürgermeister a. D.
- Patrick Appel (* 1989), Mitglied des Hessischen Landtags (CDU); lebt in Büdingen

Ordensträger aus Büdingen: